# 1975
Het jaar 1975 is een jaartal volgens de christelijke jaartelling.

## Gebeurtenissen
januari
- 22 - In Manilla komen 51 mensen om het leven bij een brand in een pruikenfabriek.
- 23 - In Utrecht wordt besloten om de eerste bovengrondse lightrail-lijn van Nederland aan te leggen: de Sneltram Utrecht-Nieuwegein.

februari
- 1 - Nederlandse bromfietsers moeten vanaf vandaag een valhelm dragen. Vooruitlopend op de valhelmplicht hebben fabrikanten de snorfiets op de markt gebracht, die al snel populair wordt bij de jeugd.
- 3 - Egypte is in rouw om de dood van de geliefde zangeres Oum Kalsoum (77) die ook wel "De nachtegaal van de Nijl" werd genoemd.
- 15 - Ingebruikname van de kerncentrale Doel I bij Antwerpen.

maart
- 3 - Een poging van een groep Zuid-Molukkers om koningin Juliana te gijzelen wordt verijdeld.
- 22 - Hans Vultink wordt wereldkampioen biljarten.
- 22 - Teach-In wint in Stockholm het Eurovisiesongfestival met "Dinge-dong". Dit bleef de laatste winst tot 44 jaar later in 2019 toen Nederland won met Arcade van Duncan Laurence.
- 24 - In Amsterdam komt het tot rellen bij de ontruiming van de Nieuwmarkt. Buurtbewoners en actievoerders verzetten zich met geweld tegen de aanleg van een metrotunnel voor de Oostlijn.
- 25 - Koning Feisal (68) wordt in Riyad vermoord door zijn neef prins Faisal bin Musad (27). Op 18 juni wordt die onthoofd.
- 29 - Eddy Merckx wint de tiende editie van de Amstel Gold Race.

april
- 3 - In Rotterdam wordt Bastiaan Hartmann (60) tijdens zijn werk als taxichauffeur vermoord. Het leidt tot veel commotie in de taxiwereld.
- 4 - Oprichting van het Amerikaanse softwarebedrijf Microsoft door Bill Gates en Paul Allen.
- 13 - Begin van de burgeroorlog in Libanon die tot 1990 zou duren.
- 17 - In Cambodja nemen de Rode Khmer de hoofdstad Phnom Penh in. Generaal Lon Nol en zijn regering vluchten naar het buitenland. Premier van de nieuwe regering wordt Pol Pot.
- 19 - Het team van de Sovjet-Unie wint het wereldkampioenschap ijshockey in West-Duitsland.
- Ook op 19 april brandt het hotelschip Prinses Irene af in Keulen. Het schip met patiënten van De Zonnebloem aan boord vergaat en 22 mensen komen om.
- 25 - Een jaar na de Anjerrevolutie kiest Portugal voor de parlementaire democratie. Bij de verkiezingen voor een grondwetgevende vergadering brengt 92 % van de kiesgerechtigden zijn stem uit. Slechts 7 % geeft gehoor aan de suggestie van de Beweging van de strijdkrachten om blanco te stemmen. Grote winnaar is de sociaaldemocratische partij van Mário Soares.
- 25 - De allerlaatste aflevering van de populaire televisieserie Swiebertje wordt uitgezonden.
- 30 - Saigon wordt ingenomen door Noord-Vietnam terwijl de Verenigde Staten hun laatste burgers evacueren. Hiermee komt een einde aan de Vietnamoorlog.

mei
- 2 - Een Mirage van de Belgische Luchtmacht stort neer in de Duitse stad Vechta. De piloot komt om evenals 6 inwoners van Vechta.
- 10 - Het eerste grote optreden vindt op Hemelvaartsdag plaats van Normaal, in openluchttheater Lochem.
- 16 - Het Koninkrijk Sikkim wordt onder de naam Sikkim de 22e deelstaat van India.
- 27 - Bij een busongeluk in de Britse plaats Hebden vallen 32 doden.
- 27 - Bij het munitiebedrijf Poudreries Réunies de Belgique (PRB) in het Belgische Balen-Wezel ontploffen vier treinwagons met 70 ton TNT. Er zijn meerdere gewonden en er is een enorme materiële schade.[1]
- 29 - Gerard Walschap wordt bij koninklijk besluit in de adelstand verheven. Hij wordt baron. Op 10 september worden hem (en Marnix Gijsen) door koning Boudewijn in het Koninklijk Paleis te Laeken de versierselen uitgereikt.
- 31 - oprichting van het European Space Agency (ESA).

juni
- 1 - De autogordel dragen wordt verplicht in Nederland.
- 8 - Nabij Warngau-Schaftlach in Beieren botsen twee treinen op elkaar waarbij 38 personen omkomen.
- 15 - Pelé maakt zijn debuut in de Amerikaanse voetbalcompetitie voor New York Cosmos.
- 25 - Mozambique wordt onafhankelijk van Portugal.
- 30 - Er vindt een fusie plaats van de Bank van Brussel met de Bank Lambert tot de Bank Brussel Lambert.

juli
- 5 - Kaapverdië wordt onafhankelijk.
- 12 - Na Mozambique verklaart ook Sao Tomé en Principe zich onafhankelijk van Portugal.
- 15 - Apollo-Sojoez Test Project, waarbij de Amerikaanse Apollo en de Sovjet-Russische Sojoez-19 in de ruimte aan elkaar koppelen: de eerste samenwerking in de ruimte tussen de twee landen.
- 20 - De Franse wielrenner Bernard Thévenet wint de Ronde van Frankrijk, vóór Eddy Merckx.
- 22 - Bill Gates en Paul Allen sluiten een overeenkomst met Altair voor de levering van software in de computertaal Basic. Dit is de start van hun bedrijf Microsoft.
- 26 - In Waver opent het pretpark Walibi zijn deuren.
- 28 - Eerste uitzending van de Britse sciencefictiontelevisieserie Doctor Who in Nederland.
- 29 t/m 15 augustus - In Nederland is er sprake van de langste hittegolf ooit.

augustus
- 8 - De Banqiaodam, een stuwdam gelegen in de Chinese provincie Henan, breekt. Door overstromingen vallen 26.000 doden, en later zullen door hongersnood en epidemieën nog eens 145.000 mensen omkomen.
- 8 tot 10 - Heidebrand op de Lüneburger Heide.
- 16 - De Amerikaanse seriemoordenaar Ted Bundy wordt gearresteerd in Granger, Utah.
- 29 - President Carlos Andrés Pérez van Venezuela tekent een wet die de nationalisatie per 1 januari 1976 van de oliewinning regelt.
- 29 - De strijdkrachten van Peru zetten de linkse president Juan Velasco Alvarado af.
- 31 - Hennie Kuiper wordt in Yvoir wereldkampioen wielrennen.

september
- 15 - Een van de meest succesvolle albums van Pink Floyd komt uit: "Wish You Were Here".
- 16 - Papoea-Nieuw-Guinea wordt onafhankelijk, na sinds de Eerste Wereldoorlog in handen te zijn geweest van Australië.

oktober
- 1 - Ingebruikname kerncentrale Tihange I bij Luik.
- 3 - De Nederlandse directeur van AKZO in Ierland, Tiede Herrema, wordt ontvoerd door twee terroristen van een van de IRA afgescheiden splintergroepering. Na achttien dagen wordt zijn verblijfplaats in Monasterevin ontdekt, waarna het huis door een grote politiemacht wordt omsingeld. Na opnieuw achttien dagen zenuwenoorlog geven de ontvoerders zich over en komt Herrema vrij.
- 13 - Openingsceremonie van de zevende Pan-Amerikaanse Spelen, gehouden in Mexico-Stad.
- 24 - Duizenden vrouwen leggen in IJsland om 12.10 uur het werk neer voor de rest van de dag. Ze hebben op dat uur 64% van hun werktijd volgemaakt en protesteren tegen het feit, dat vrouwen gemiddeld 64% verdienen van het gemiddeld loon van mannen.

november
- 2 - De Italiaanse filmregisseur Pier Paolo Pasolini wordt vermoord gevonden op een strand nabij Rome.
- 3 - Bij de introductie van de wereldranglijst der proftennissters bezet Chris Evert de eerste plaats.
- 4 - Amerikaanse gouverneursverkiezingen
- 7 - Bij het opnieuw opstarten van een Naftakraker bij DSM in Geleen breekt een leiding in de compressie-eenheid, waarna de Naftakraker ontploft. 14 medewerkers vinden de dood en 109 medewerkers raken gewond.
- 11 - Na Mozambique en Sao Tomé en Principe verklaart Angola zich als derde land dit jaar onafhankelijk van Portugal.
- 20 - De Spaanse dictator Franco sterft op 82-jarige leeftijd een natuurlijke dood.
- 25 - Suriname wordt een onafhankelijke republiek.
- De Franse president Valéry Giscard d'Estaing nodigt de leiders van de Verenigde Staten, West-Duitsland, Italië, het Verenigd Koninkrijk en Japan uit voor een bespreking in het kasteel van Rambouillet. Er worden vooral economische onderwerpen besproken. De deelnemers spreken af, om voortaan elk jaar bijeen te komen, steeds in een ander land.

december
- 2 - Een groep Zuid-Molukse jongeren kaapt een trein vlak bij het Drentse dorp Wijster (zie Treinkaping bij Wijster). Machinist J. Braam, die verzet pleegt, wordt gedood. De passagiers F. Bulter en E. Bierling worden geëxecuteerd om de eisen van de kapers kracht bij te zetten. Een lange patstelling begint.
- 4 - Zuid-Molukkers bezetten het Indonesisch consulaat in Amsterdam. Bij de gijzelingsactie valt één dode: de heer Abedy (52) sprong uit het raam om te ontsnappen.
- 14 - Na bemiddeling door ingenieur Manusama en de weduwe van Chris Soumokil geven de Molukse gijzelnemers in Wijster zich over. De resterende gijzelaars komen met de schrik vrij. Door journalist Ger Vaders, een van de gegijzelden, werd over de treinkaping later een boek uitgebracht getiteld IJsbloemen en witte velden.
- 19 - De gijzelnemers in Amsterdam beëindigen hun actie.
- 21 - OPEC-gijzeling: de terrorist Carlos de Jakhals gijzelt in Wenen de deelnemers aan de ministersconferentie van de OPEC. Hij kan de volgende dag per vliegtuig met dertig gijzelaars vertrekken.
- 30 - De fusie van de Belgische gemeenten is een feit door het pas verschenen koninklijk besluit. Het aantal gemeenten daalt van 2359 naar 589. Antwerpen zal pas in 1983 fuseren met de randgemeenten.
- 31 - Laatste uitzending van de draadomroep in Delft, het laatste district waar dit systeem nog operationeel was.

zonder datum
- DAF gaat zich weer volledig toeleggen op de productie van vrachtwagens. De divisie personenauto's in Born wordt verkocht aan Volvo, dat de productie van de DAF 66 voortzet met als typeaanduiding Volvo 66.
- Kernreactor Doel II wordt in gebruik genomen.
- De jeugdbladen Sjors en Pep gaan samen onder de naam Eppo.
- LEGO introduceert de Minifig, in 2003 waren al 3,7 miljard van deze poppetjes geproduceerd.[2]

## Beeldende kunst

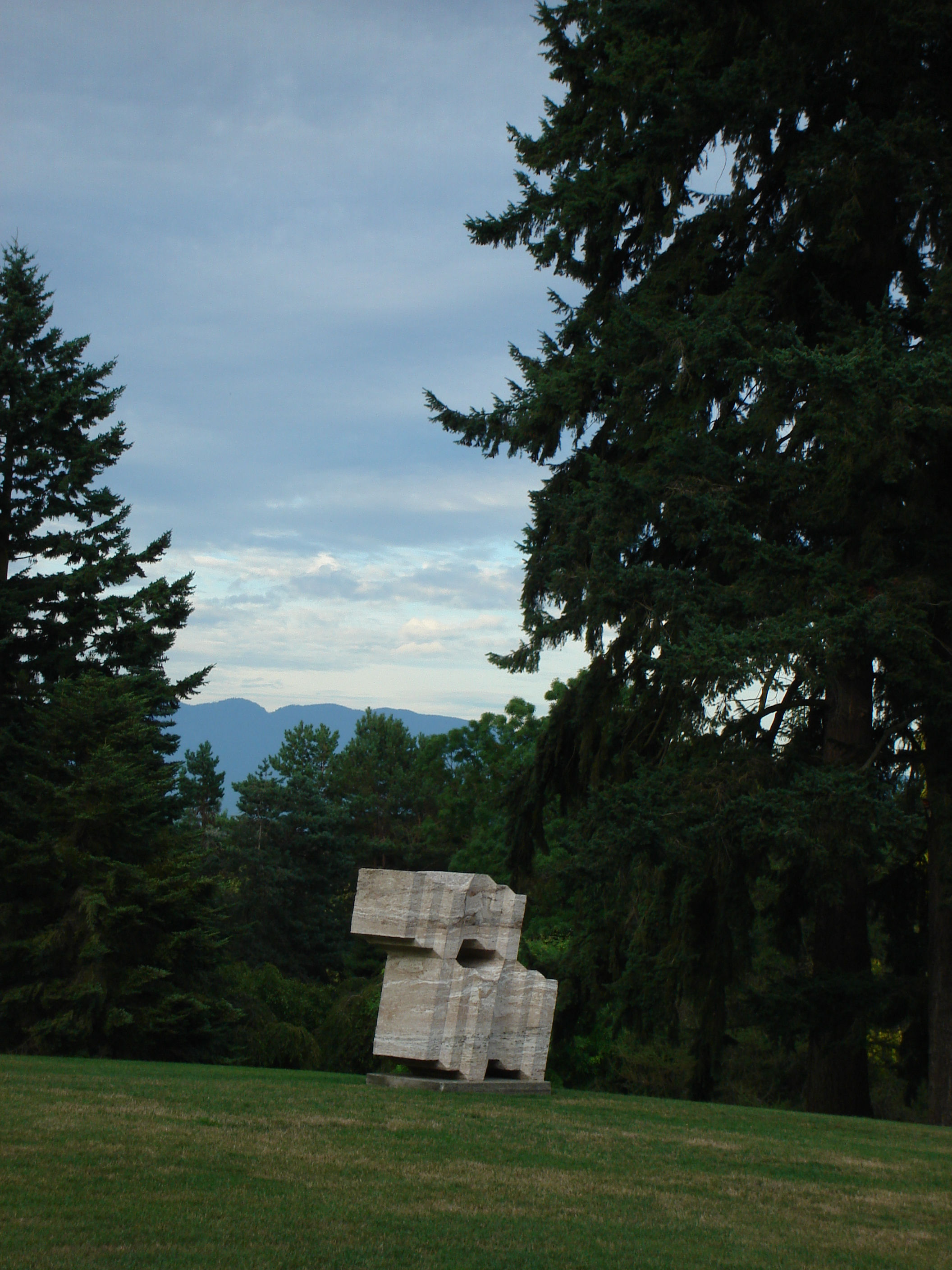
For the botanical garden (1975) Hiromi Akiyama, VanDusen Botanical Garden, Vancouver
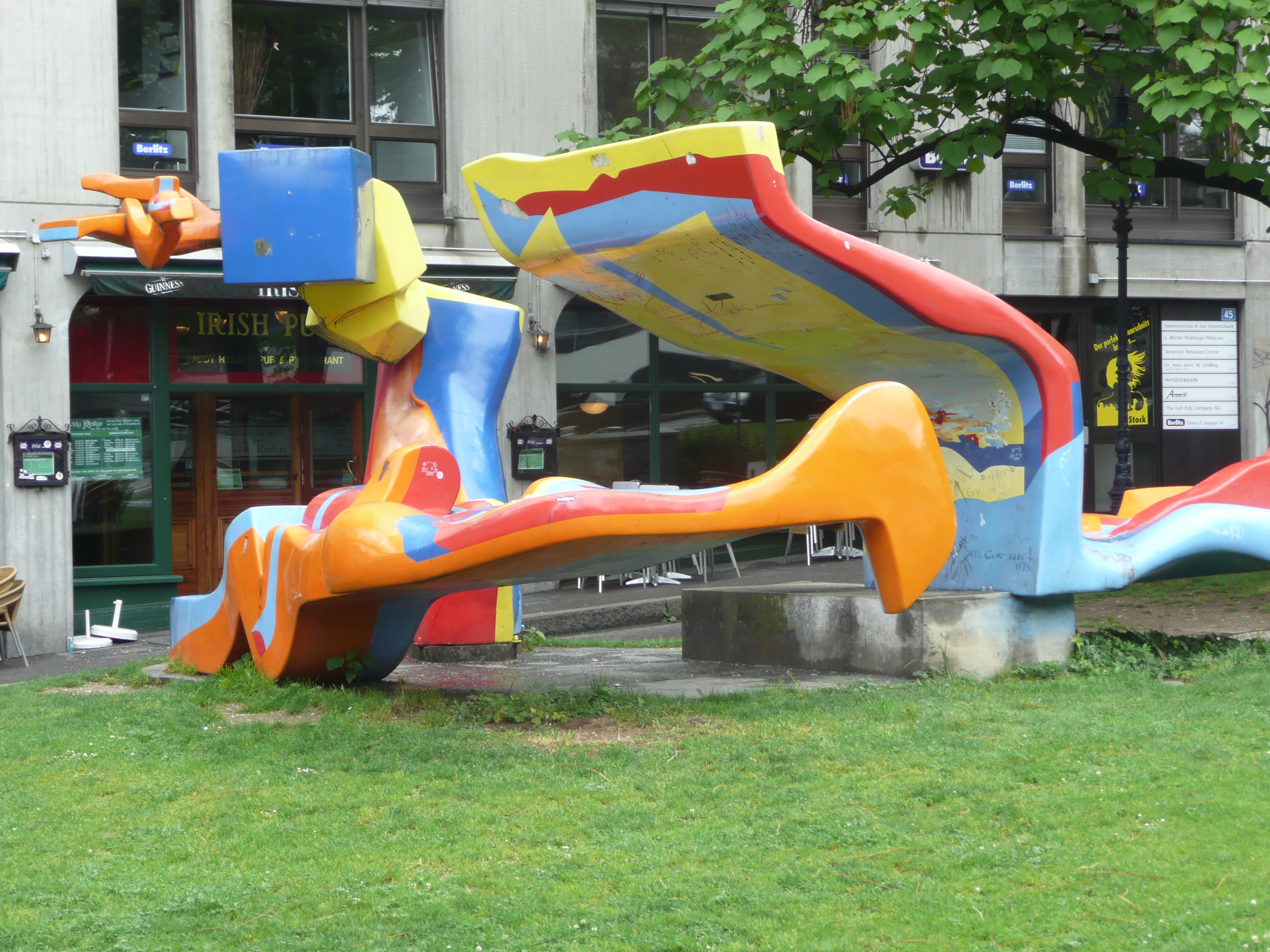
Speelsculptuur Lieu dit (1975) Michael Grossert, Bazel
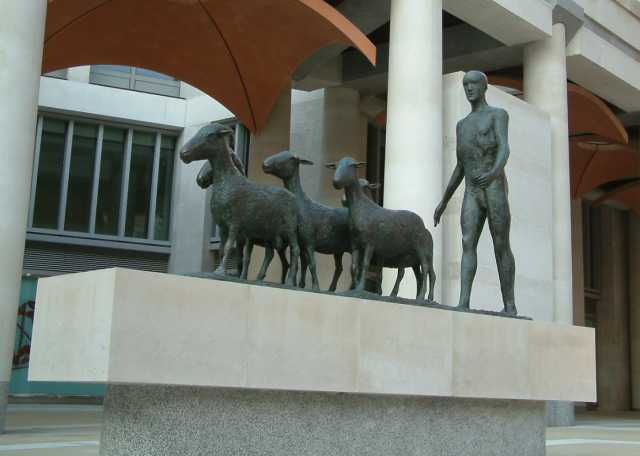
Shepherd and Sheep (1975) Elisabeth Frink, Paternoster Square, Londen
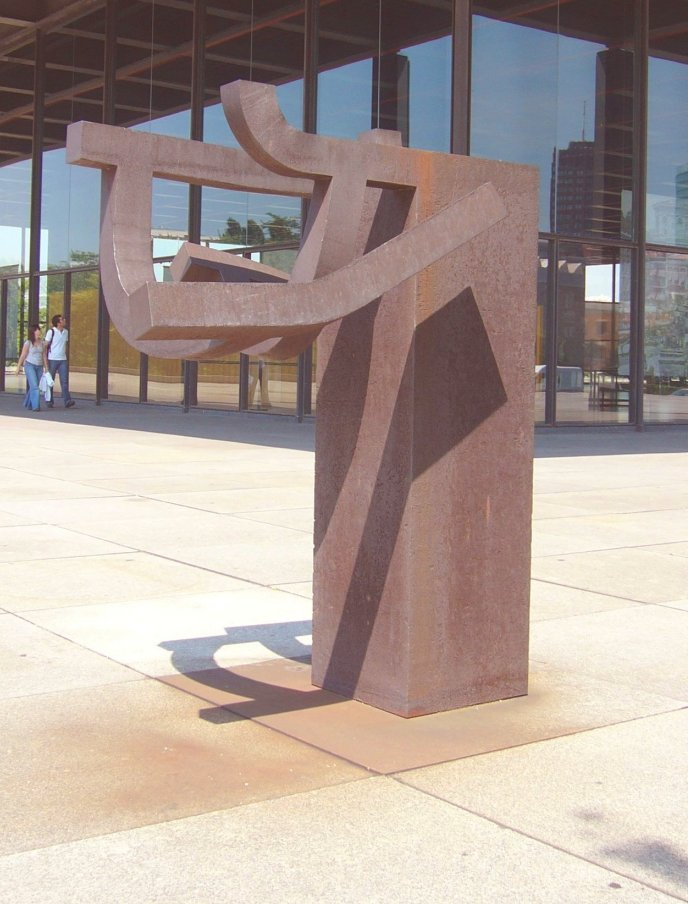
Gudari (1975) Eduardo Chillida, Neue Nationalgalerie, Berlijn

## Bouwkunst
- Het Station Den Haag Centraal, ontworpen door de architecten Koen van der Gaast en Hans Bak, komt gereed.

## Geboren

### januari

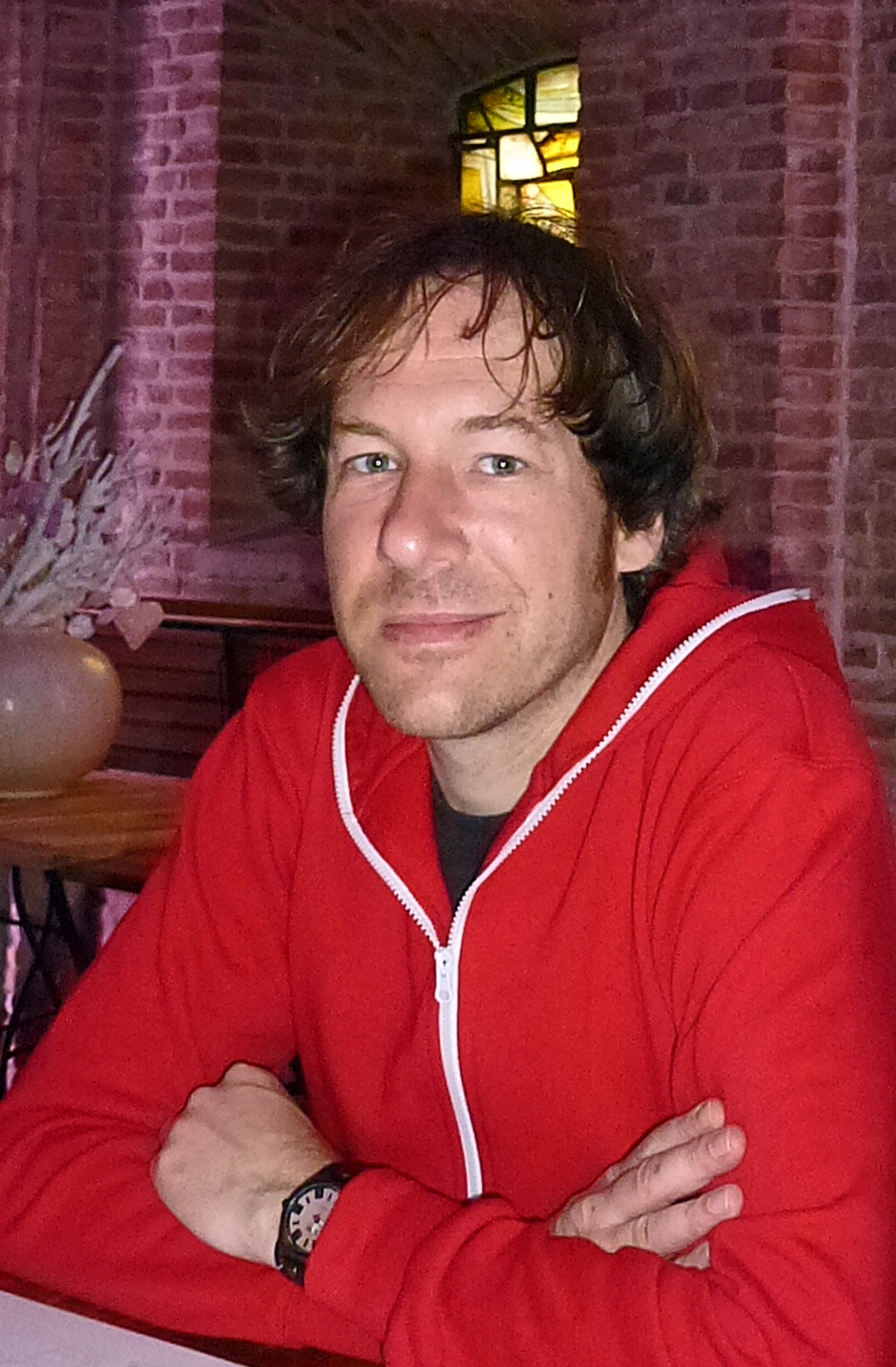
Alex Turk,
geboren op 8 januari

- 1 - Robby De Caluwé, Belgisch politicus
- 1 - Eiichiro Oda, Japans mangaka
- 1 - Bengt Sæternes, Noors voetballer
- 2 - Chris Cheney, Australisch gitarist en zanger
- 2 - Dax Shepard, Amerikaans acteur
- 2 - Oleksandr Sjovkovskyj, Oekraïens voetbaldoelman
- 2 - Robert Westerholt, Nederlands gitarist en grunter
- 3 - Thomas Bangalter, Frans musicus
- 3 - Lisa Misipeka, Amerikaans-Samoaans atlete
- 4 - Dan Beery, Amerikaans roeier
- 4 - Sandra Kiriasis, Duits bobsleester
- 5 - Émerson Carvalho da Silva, Braziliaans voetballer
- 5 - Bradley Cooper, Amerikaans acteur
- 6 - Nicole DeHuff, Amerikaans actrice
- 6 - Silvia Pepels, Nederlands triatlete
- 6 - Ricardo Santos, Braziliaans beachvolleyballer
- 7 - Dimitri de Condé, Belgisch voetballer
- 7 - Robert Waddell, Nieuw-Zeelands roeier en zeiler
- 8 - Dirk d'Haemers, Belgisch wielrenner
- 8 - Olena Hroesjyna, Oekraïens kunstschaatsster
- 8 - Irene Kinnegim, Nederlands triatlete en atlete
- 8 - Alex Turk, Nederlands striptekenaar
- 9 - James Beckford, Jamaicaans atleet
- 9 - Stéphane Bergès, Frans wielrenner
- 9 - David Bernabéu, Spaans wielrenner
- 9 - Arne Toonen, Nederlands filmregisseur
- 9 - Peter Reekmans, Belgisch politicus
- 10 - Nevil Dede, Albanees voetballer
- 10 - Anne-Wil Lucas, Nederlands politica
- 11 - Liu Hongyu, Chinees atlete
- 11 - Matteo Renzi, Italiaans politicus
- 12 - Kousuke Akiyoshi, Japans motorcoureur
- 13 - Daniel Kehlmann, Duits schrijver en essayist
- 13 - Dan Robinson, Brits atleet
- 14 - Veerle Blondeel, Belgisch atlete
- 14 - Tom Van de Weghe, Belgisch journalist
- 15 - Mary Pierce, Frans tennisster
- 16 - Karina Szymańska, Pools atlete
- 17 - Patrick Zwaanswijk, Nederlands voetballer
- 18 - Alan Black, Noord-Iers voetbalscheidsrechter
- 18 - Nurlaila Karim, Nederlands (musical)actrice
- 18 - Arjan Pisha, Albanees voetballer
- 19 - Natalie Cook, Australisch beachvolleyballer
- 19 - Jacob Moe Rasmussen, Deens wielrenner
- 20 - Norberto Fontana, Argentijns Formule 1-coureur
- 20 - Zac Goldsmith, Brits politicus
- 21 - Willem Korsten, Nederlands voetballer
- 22 - Felipe Giaffone, Braziliaans autocoureur
- 23 - Maria Kooistra, Nederlands actrice
- 24 - Hanna Hedlund, Zweeds zangeres
- 24 - Meriyem Manders, Nederlands actrice
- 25 - Martin Laciga, Zwitsers beachvolleyballer (overleden 2023)
- 25 - Tim Montgomery, Amerikaans atleet
- 28 - Julian Dean, Nieuw-Zeelands wielrenner
- 28 - Susana Feitor, Portugees atlete
- 29 - Sara Gilbert, Amerikaans actrice
- 30 - Magnus Bäckstedt, Zweeds wielrenner
- 31 - Roy Harald Fyllingen, Noors schaker
- 31 - Walter Pérez, Argentijns wielrenner
- 31 - Koert Walraven, Nederlands radioproducent

### februari

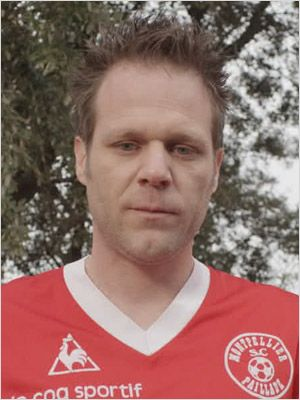
Rémi Gaillard,
geboren op 7 februari

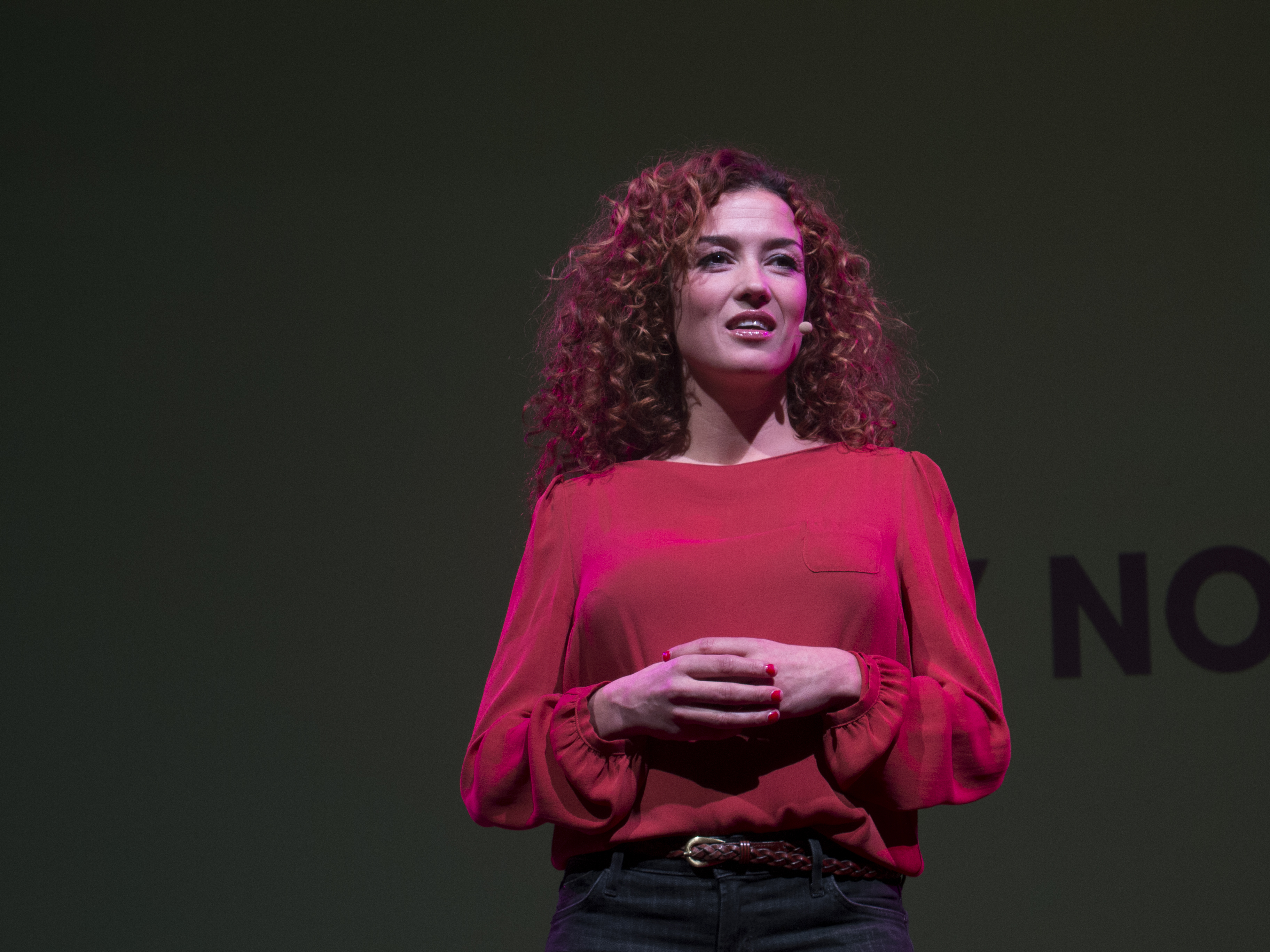
Katja Schuurman,
geboren op 19 februari

- 1 - Big Boi, Amerikaans rapper (OutKast)
- 1 - Martijn Reuser, Nederlands voetballer
- 2 - José Luis Cardoso, Spaans motorcoureur
- 4 - Siegfried Grabner, Oostenrijks snowboarder
- 4 - Natalie Imbruglia, Australisch zangeres en actrice
- 4 - Denis Pimankov, Russisch zwemmer
- 5 - Brainpower (Gert-Jan Mulder), Nederlands rapper en songwriter
- 5 - Giovanni van Bronckhorst, Nederlands voetballer en voetbaltrainer
- 7 - Rémi Gaillard, Frans komiek
- 7 - Bo Henriksen, Deens voetballer en voetbaltrainer
- 7 - Rafik Saïfi, Algerijns voetballer
- 8 - Lucas Winnips, Nederlands schrijver
- 9 - Kurt-Asle Arvesen, Noors wielrenner
- 9 - Clinton Grybas, Australisch sportverslaggever (overleden 2008)
- 10 - Julian Thomas, Nederlands singer-songwriter
- 12 - Peter Bonnington, Brits ingenieur
- 14 - Wouter Deprez, Belgisch cabaretier
- 14 - Nika Gilauri, Georgisch politicus en premier
- 15 - Ivan Cudin, Italiaans atleet
- 15 - Annemarie Kramer, Nederlands atlete
- 16 - Vanina Ickx, Belgisch coureur
- 18 - Jesper Agergård, Deens wielrenner
- 18 - Amber Neben, Amerikaans wielrenster
- 18 - Gary Neville, Engels voetballer
- 18 - Christo Zjivkov, Bulgaars acteur (overleden 2023)
- 19 - Mikko Kavén, Fins voetballer
- 19 - Alexa Kelly, Amerikaans glamour- en fotomodel
- 19 - Esther de Lange, Nederlands Europarlementariër
- 19 - Artie Ramsodit-de Graaf, Nederlands politica en bestuurder
- 19 - Katja Schuurman, Nederlands actrice, zangeres, model en presentatrice
- 21 - Richard Morales, Uruguayaans voetballer
- 22 - Drew Barrymore, Amerikaans actrice
- 23 - Wilfred Kigen, Keniaans atleet
- 23 - Virginia Lourens, Nederlands taekwondoka
- 23 - Wilbert Pennings, Nederlands atleet
- 25 - Simone Cercato, Italiaans zwemmer
- 25 - Tatum Dagelet, Nederlands actrice en televisiepresentatrice
- 25 - Chelsea Handler, Amerikaans stand-upcomédienne
- 26 - Aleksandr Botsjarov, Russisch wielrenner
- 28 - Saartje Vandendriessche, Vlaams omroepster en presentatrice

### maart

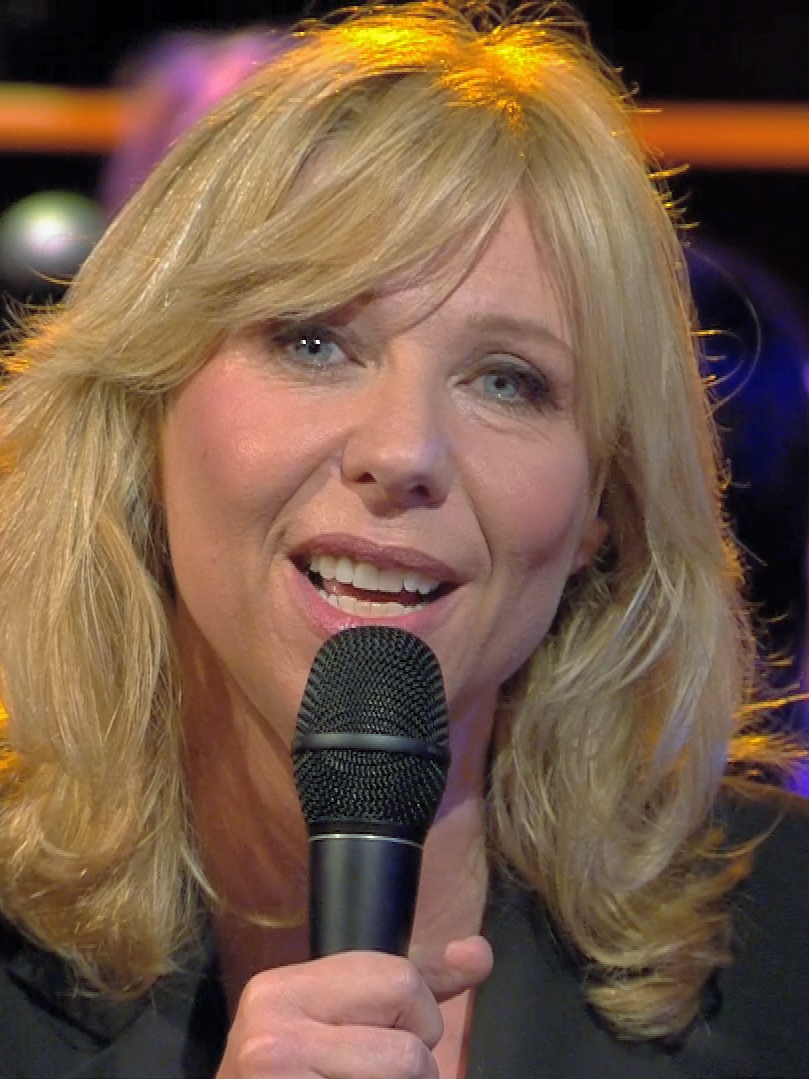
Claudia de Breij,
geboren op 13 maart

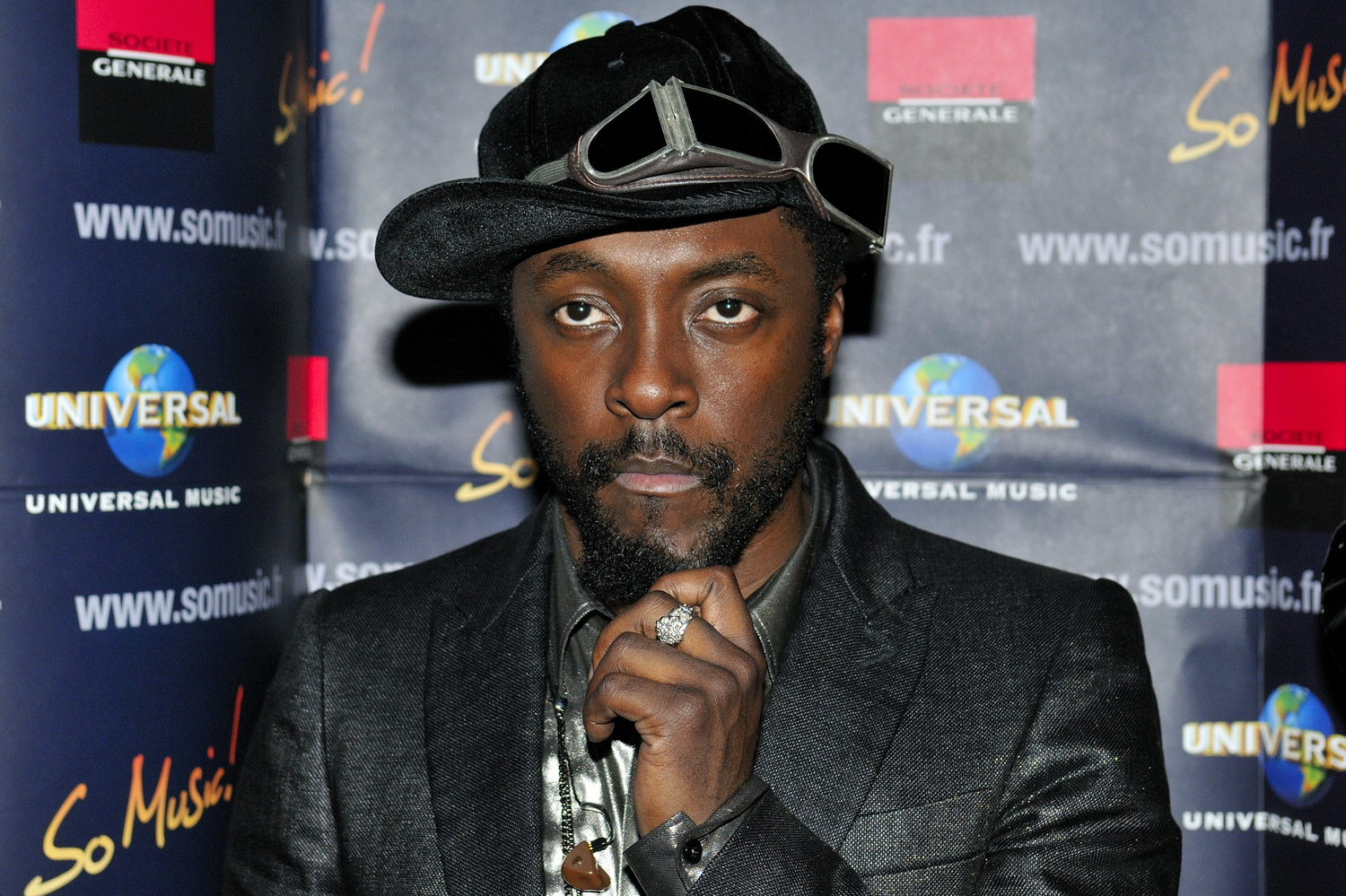
will.i.am,
geboren op 15 maart

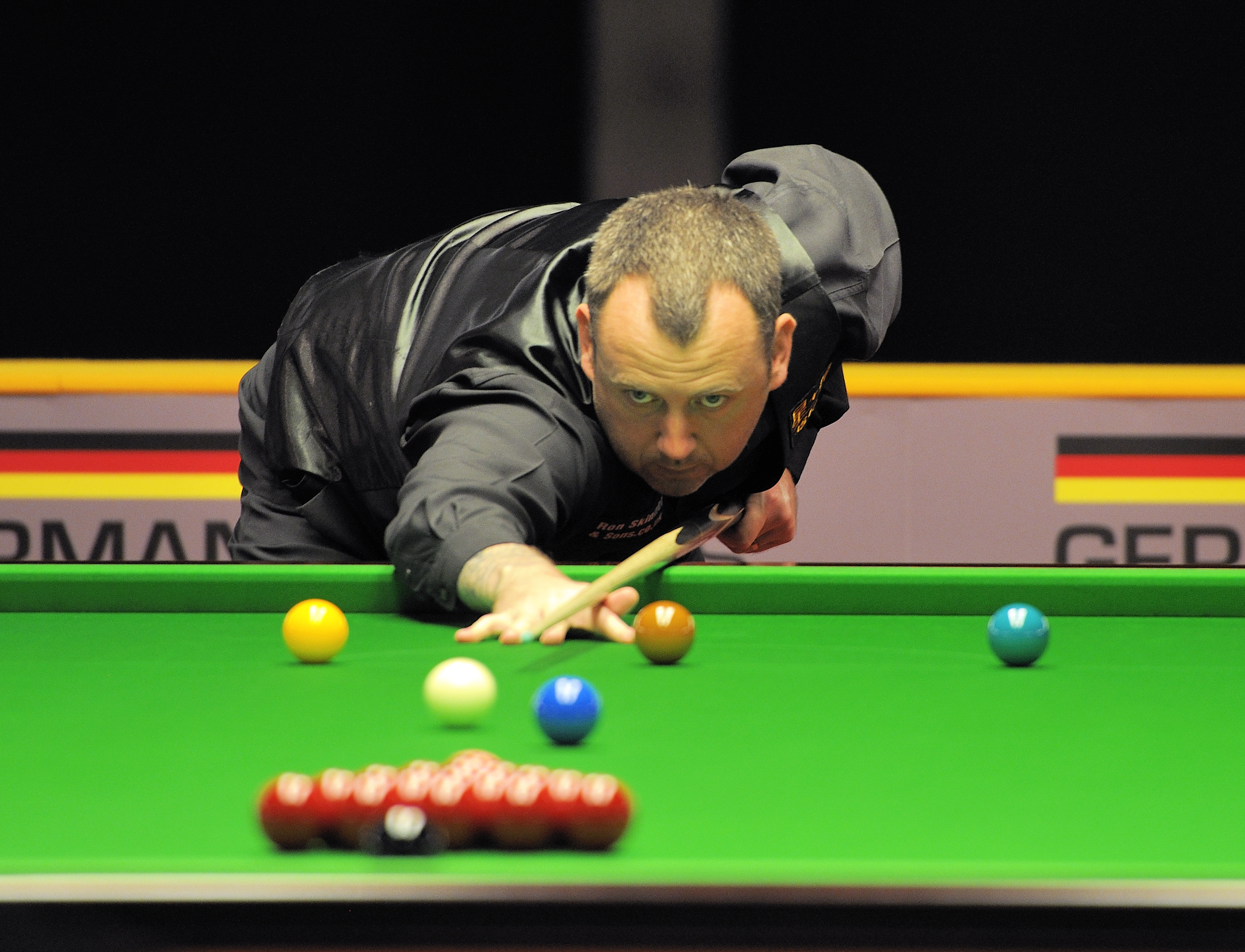
Mark Williams,
geboren op 21 maart

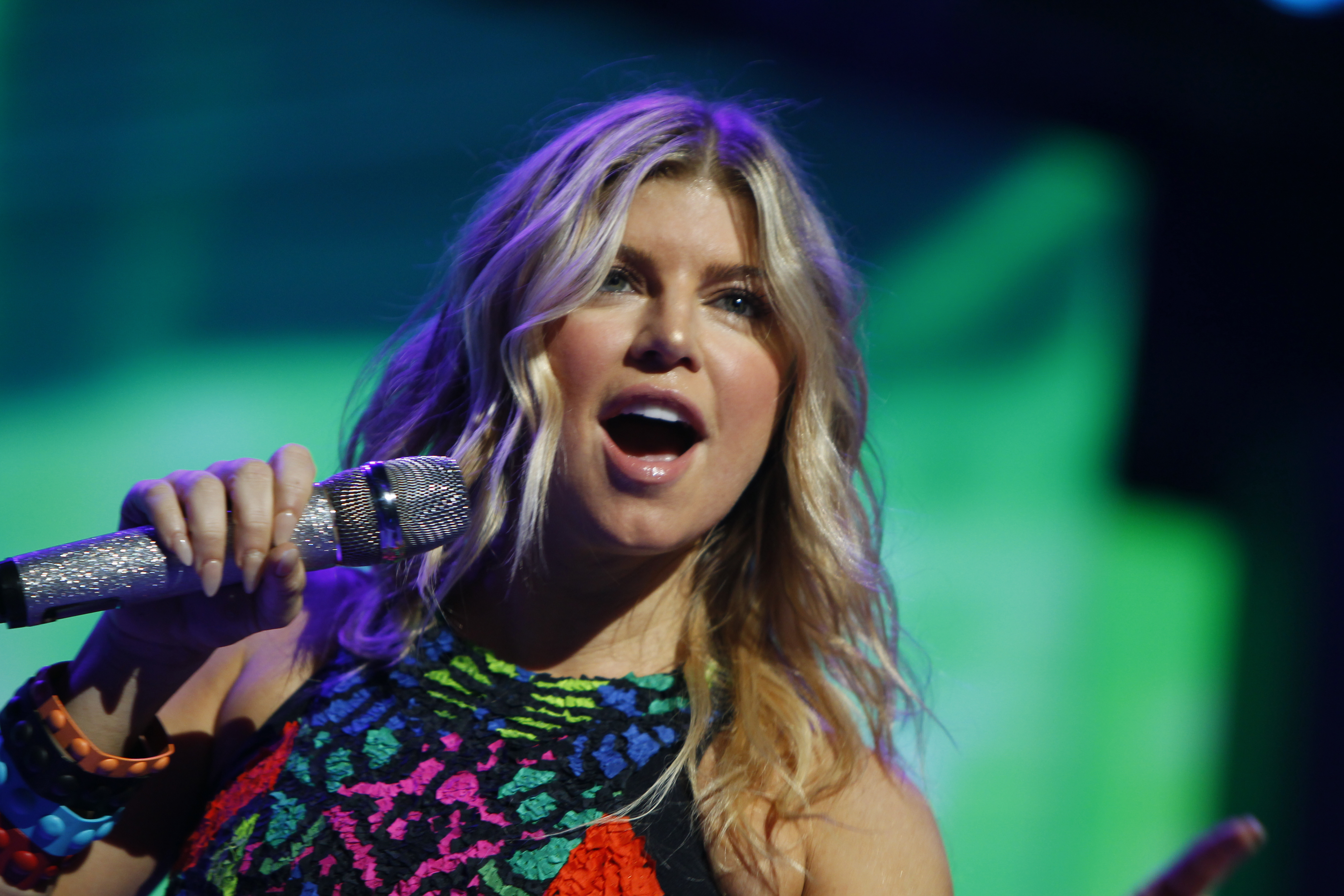
Fergie,
geboren op 27 maart

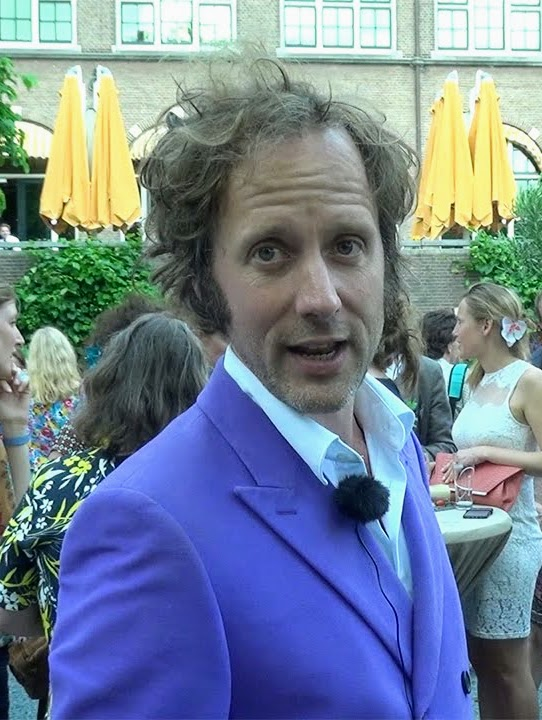
Ronald Snijders,
geboren op 30 maart

- 1 -  Aynur Doğan, Koerdisch zangeres
- 1 - Sander de Heer, Nederlands radio-dj
- 1 - Valentina Monetta, San Marinees zangeres
- 1 - Daniël Smulders, Nederlands radiopresentator, diskjockey en voice-over
- 2 - Noriyuki Haga, Japans motorcoureur
- 2 - Laurence Reckelbus, Belgisch atlete
- 2 - Sherill Samson, Nederlands radio-dj en -presentator
- 3 - Aaf Brandt Corstius, Nederlandse columniste en publiciste
- 3 - Patricia Potter, Brits actrice
- 4 - Kirsten Bolm, Duits atlete
- 4 - Myrna Veenstra, Nederlands hockeyer
- 5 - Louis Attrill, Brits roeier
- 5 - Jolene Blalock, Amerikaans actrice en fotomodel
- 5 - Delloreen Ennis-London, Jamaicaans atlete
- 5 - Anthony Gobert, Australisch motorcoureur (overleden 2024)
- 5 - Sergej Ivanov, Russisch wielrenner
- 5 - Mohamed Khaldi, Algerijns atleet
- 6 - Karel Dormans, Nederlands roeier
- 6 - Yannick Nézet-Séguin, Canadees dirigent
- 6 - Mikel Pradera, Spaans wielrenner
- 7 - Maurizio Carnino, Italiaans langebaanschaatser en shorttracker
- 7 - Ernest van Hartingsveldt, Nederlands zanger
- 8 - Markus Weissenberger, Oostenrijks voetballer
- 9 - Roy Makaay, Nederlands voetballer
- 9 - Juan Sebastián Verón, Argentijns voetballer
- 10 - Jill Peeters, Vlaams weervrouw
- 11 - João Barbosa, Portugees autocoureur
- 12 - Attila Zubor, Hongaars zwemmer
- 13 - Stefan Aartsen, Nederlands zwemmer
- 13 - Claudia de Breij, Nederlands cabaretier, radio-dj en televisiepresentatrice
- 13 - Mark Clattenburg, Engels voetbalscheidsrechter
- 14 - Dmitri Markov, Wit-Russisch-Australisch atleet
- 15 - Eva Longoria, Amerikaans actrice
- 15 - Will.i.am, Amerikaans zanger (o.a. The Black Eyed Peas)
- 16 - Choketawee Promrut, Thais voetballer
- 16 - Anders Wendin, Zweeds rockartiest
- 17 - Davia Ardell, Amerikaans pornoactrice
- 17 - Andrew Martin, Canadees worstelaar (overleden 2009)
- 18 - Branko Filip, Sloveens wielrenner
- 18 - Eric Taino, Filipijns tennisser
- 18 - Steve Trapmore, Brits roeier
- 18 - Ester Workel, Nederlands roeister
- 19 - Le Jingyi, Chinees zwemster en olympisch kampioene (1996)
- 19 - Ilse Van Hoecke, Vlaams presentatrice
- 20 - Ismady Alonso, Cubaans judoka
- 20 - Isolde Kostner, Italiaans alpineskiester
- 21 - Mark Williams, Brits snookerspeler
- 22 - Jiří Novák, Tsjechisch tennisser
- 22 - Ludovic Turpin, Frans wielrenner
- 23 - Hossein Askari, Iraans wielrenner
- 23 - Rita Grande, Italiaans tennisster
- 23 - Katie Mactier, Australisch wielrenster
- 24 - Sarah Jamieson, Australisch atlete
- 24 - Thomas Johansson, Zweeds tennisser
- 26 - Freya Van den Bossche, Belgisch politica
- 26 - Arjan Kleton, Nederlands cabaretier
- 26 - Guus Vogels, Nederlands hockeyer
- 27 - Fergie, Amerikaans zangeres (Black Eyed Peas)
- 27 - Katsuaki Fujiwara, Japans motorcoureur
- 28 - Roos Schlikker, Nederlands journaliste en schrijfster
- 29 - Jan Bos, Nederlands schaatser
- 30 - Alija Bešić, Bosnisch-Luxemburgs voetbaldoelman
- 30 - Ivan Milas, Kroatisch voetballer
- 30 - Ronald Snijders, Nederlands schrijver en tv-presentator

### april

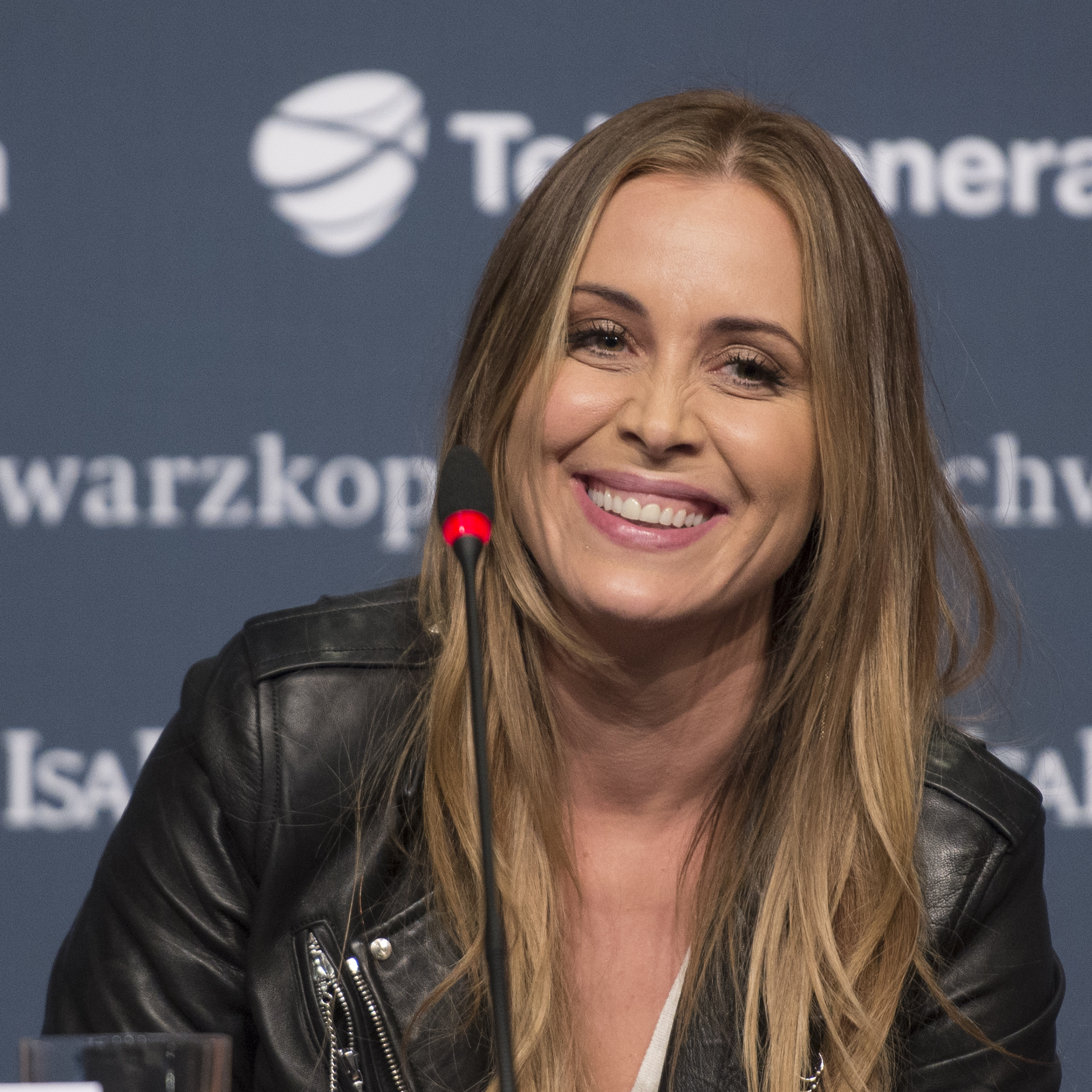
Anouk,
geboren op 8 april

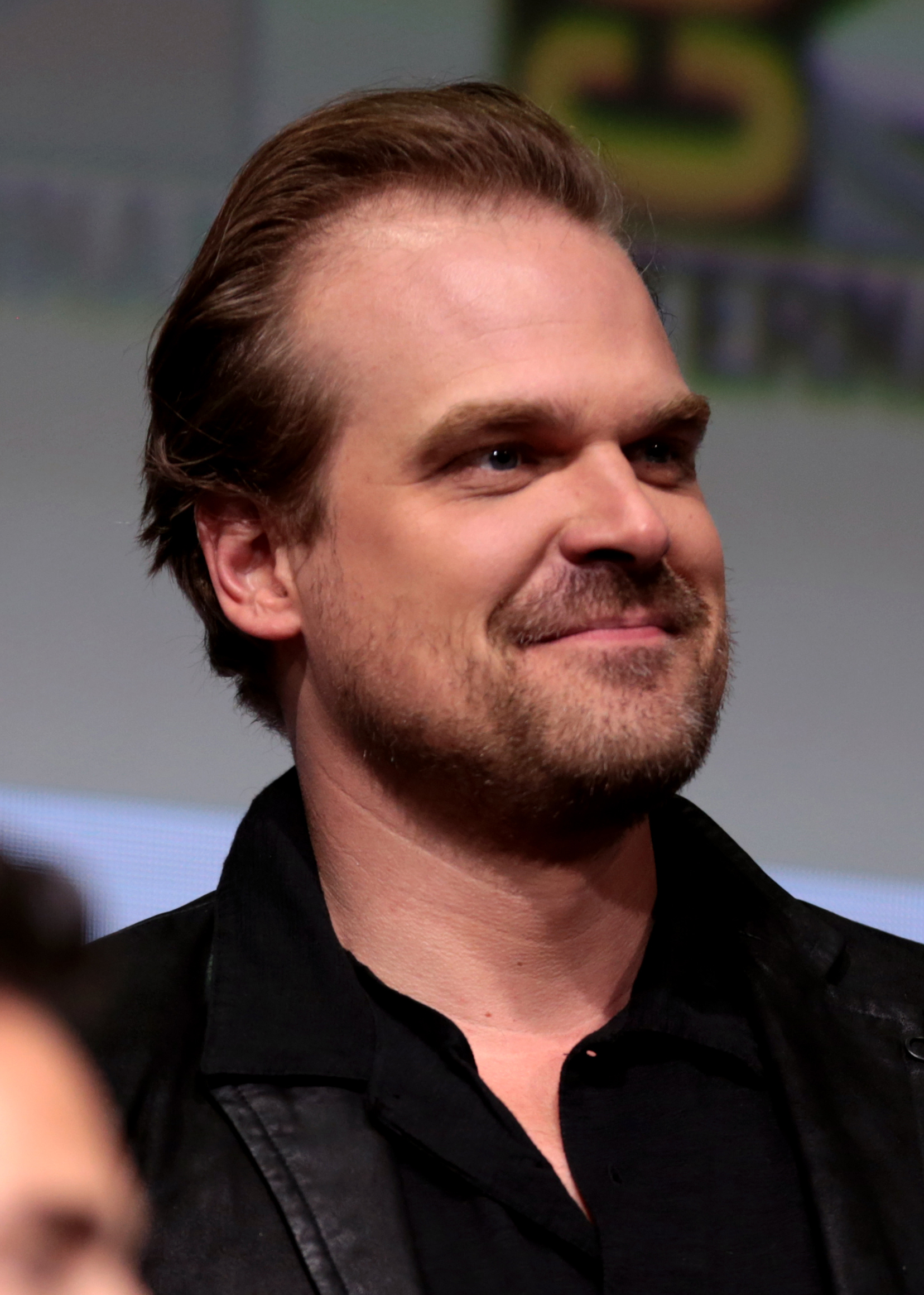
David Harbour,
geboren op 10 april

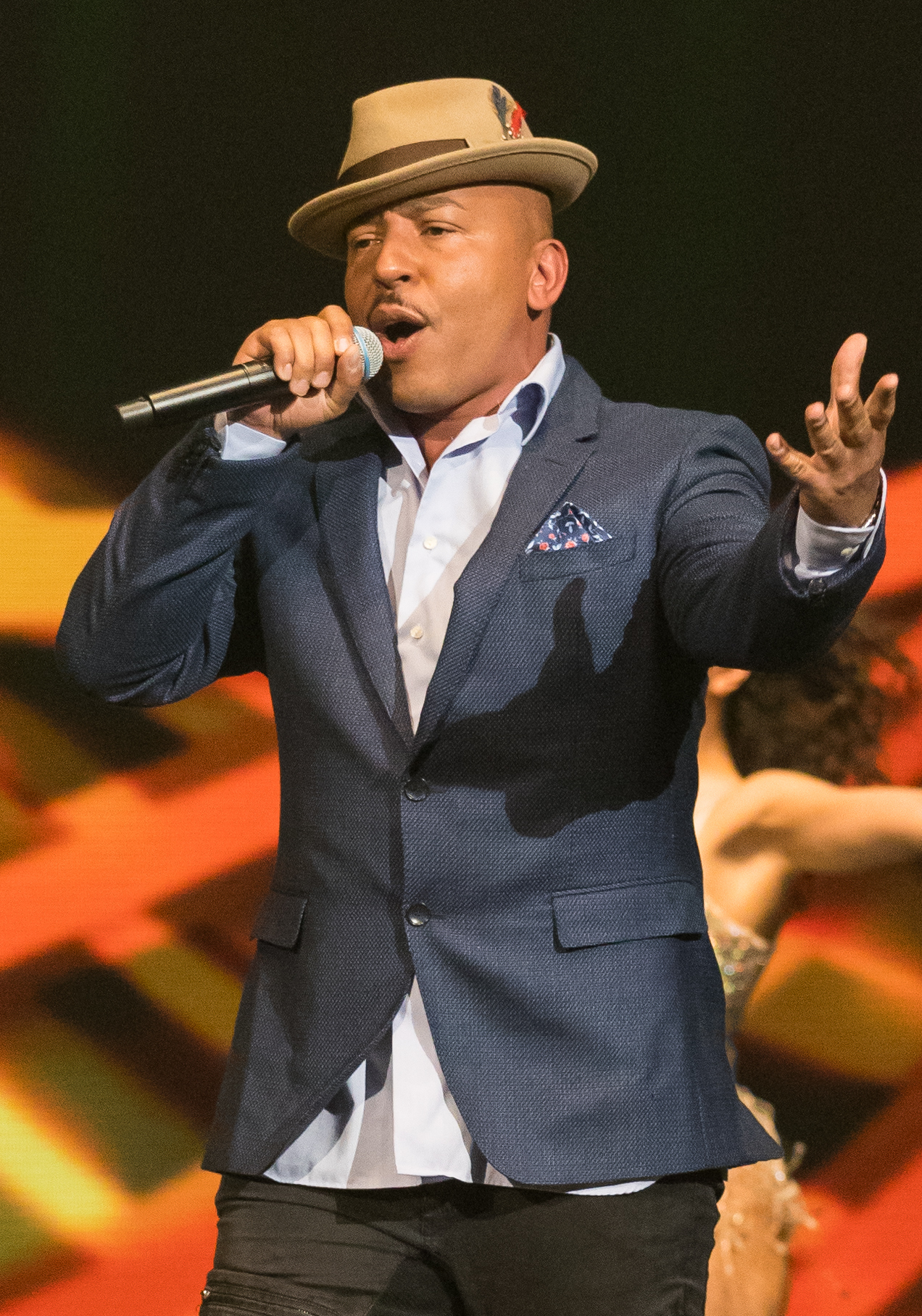
Lou Bega,
geboren op 13 april

- 1 - Gerrit Glomser, Oostenrijks wielrenner
- 1 - Tom Harald Hagen, Noors voetbalscheidsrechter
- 2 - Brian van Loo, Nederlands voetbaldoelman
- 2 - Pedro Pascal, Amerikaans acteur
- 2 - Katrin Rutschow-Stomporowski, Duits roeister
- 3 - Joakim Persson, Zweeds voetballer
- 4 - Thierry Cygan, Frans voetballer
- 4 - Nelson Freitas, Nederlands zanger
- 4 - Josh Hayes, Amerikaans motorcoureur
- 5 - John Hartson, Welsh voetballer
- 7 - Darya Safai, Belgisch-Iraanse vrouwenrechtenactiviste
- 8 - Anouk Teeuwe, Nederlands zangeres
- 8 - Julia Carlsson, Zweeds voetbalster
- 8 - Oksana Kazakova, Russisch kunstschaatsster
- 9 - Robbie Fowler, Engels voetballer
- 9 - Aus Greidanus jr., Nederlands acteur en toneelschrijver
- 9 - Alan Kelly, Iers voetbalscheidsrechter
- 10 - Chris Carrabba, Amerikaans zanger en gitarist
- 10 - David Harbour, Amerikaans acteur
- 10 - Prins Floris, zoon van Prinses Margriet en mr. Pieter van Vollenhoven
- 10 - Joseph Ngolepus, Keniaans atleet
- 11 - Isolde Hallensleben, Nederlands presentatrice en actrice
- 12 - Matt Bettencourt, Amerikaans golfer
- 12 - Debby van der Zande, Nederlands ondernemer
- 13 - Jasey-Jay Anderson, Canadees snowboarder
- 13 - Lou Bega, Duits zanger
- 14 - Adam Basil, Australisch atleet
- 15 - Patricio Loustau, Argentijns voetbalscheidsrechter
- 15 - Nina Rillstone, Nieuw-Zeelands atlete
- 16 - Diego Alonso, Uruguayaans voetballer
- 16 - Saïd Belhout, Algerijns atleet
- 16 - Flávio Canto, Braziliaans judoka
- 16 - Keon Clark, Amerikaans basketballer
- 16 - Katharine Eustace, Nieuw-Zeelands skeletonster
- 16 - Pietro Zucconi, Zwitsers wielrenner
- 17 - Stefano Fiore, Italiaans voetballer
- 17 - Tetjana Hladyr, Oekraïens atlete
- 17 - Jens Timmermans, Nederlands radiodiskjockey
- 19 - Jussi Jääskeläinen, Fins voetbaldoelman
- 19 - Raymond Kipkoech, Keniaans atleet
- 19 - Bram Lomans, Nederlands hockeyer
- 20 - Antoinnette Scheulderman, Nederlands journaliste en schrijfster
- 21 - Danyon Loader, Nieuw-Zeelands zwemmer
- 21 - Jürgen Panis, Oostenrijks voetballer
- 22 - Pavel Horváth, Tsjechisch voetballer
- 22 - Carlos Sastre, Spaans wielrenner
- 24 - Tom Omey, Belgisch atleet
- 25 - Ruben L. Oppenheimer, Nederlands cartoonist
- 26 - Dave de Jong, Nederlands voetballer
- 26 - Joey Jordison, Amerikaans heavy metal- en rockmuzikant (overleden 2021)
- 26 - Kristof Konrad, Pools-Amerikaans acteur
- 26 - Nerina Pallot, Brits zangeres
- 26 - Shin Byung-Ho, Zuid-Koreaans voetballer
- 26 - Markus Strömbergsson, Zweeds voetbalscheidsrechter
- 27 - Kazuyoshi Funaki, Japans schansspringer
- 28 - Sadet Karabulut, Nederlands politica (SP)
- 28 - Michael Walchhofer, Oostenrijks alpineskiër
- 29 - DJ Isis, Nederlands diskjockey
- 29 - Fred Scarlett, Brits roeier
- 29 - Yuri Shulman, Amerikaans schaker
- 30 - David Moncoutié, Frans wielrenner
- 30 - Kori Kelley Seehafer, Amerikaans wielrenster

### mei

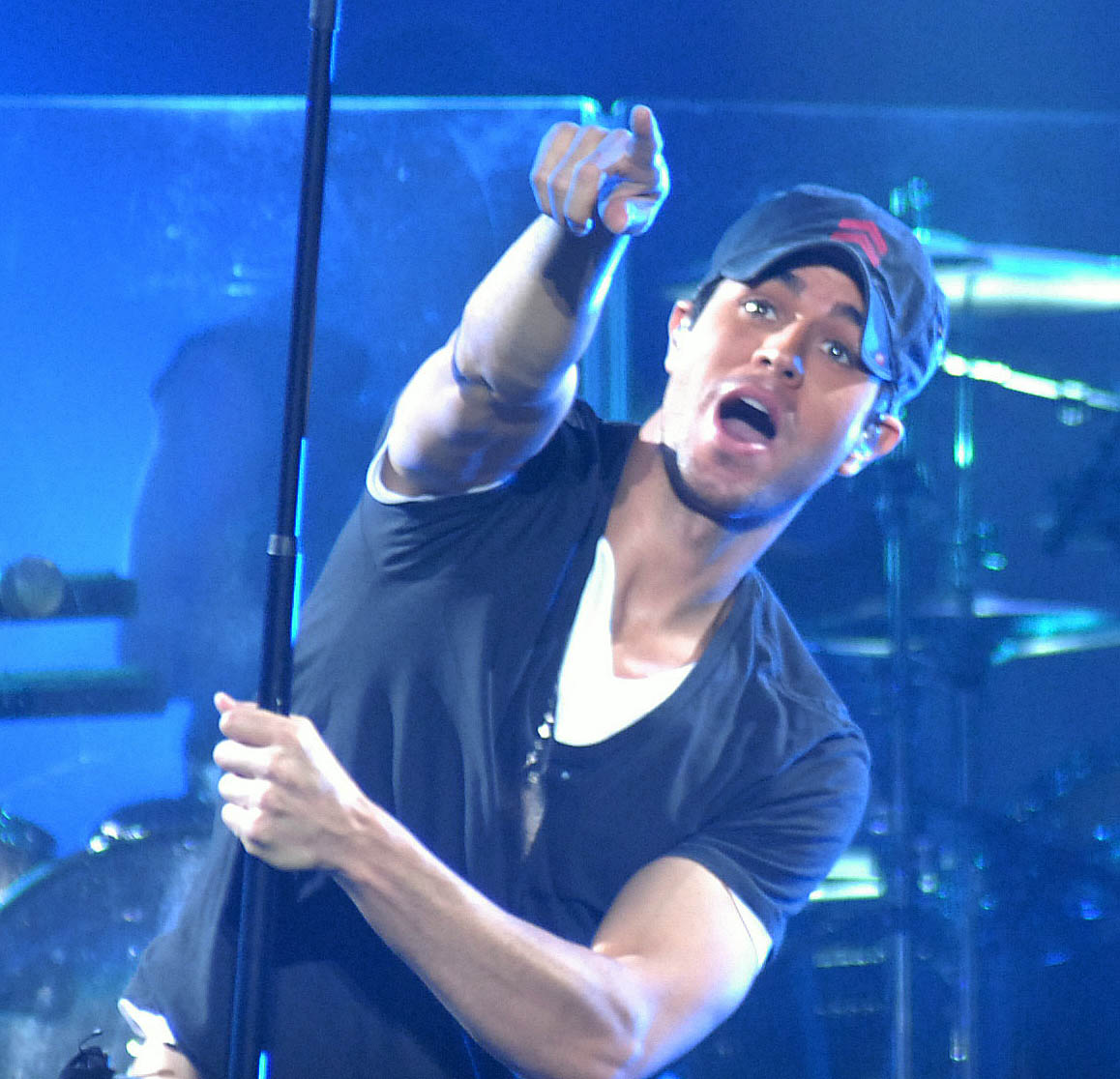
Enrique Iglesias,
geboren op 8 mei

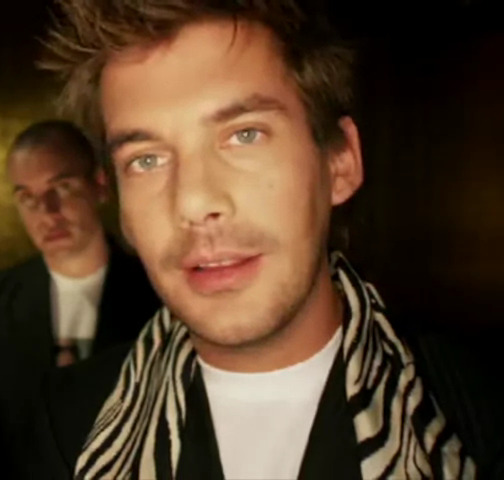
Ruben Nicolai,
geboren op 8 mei

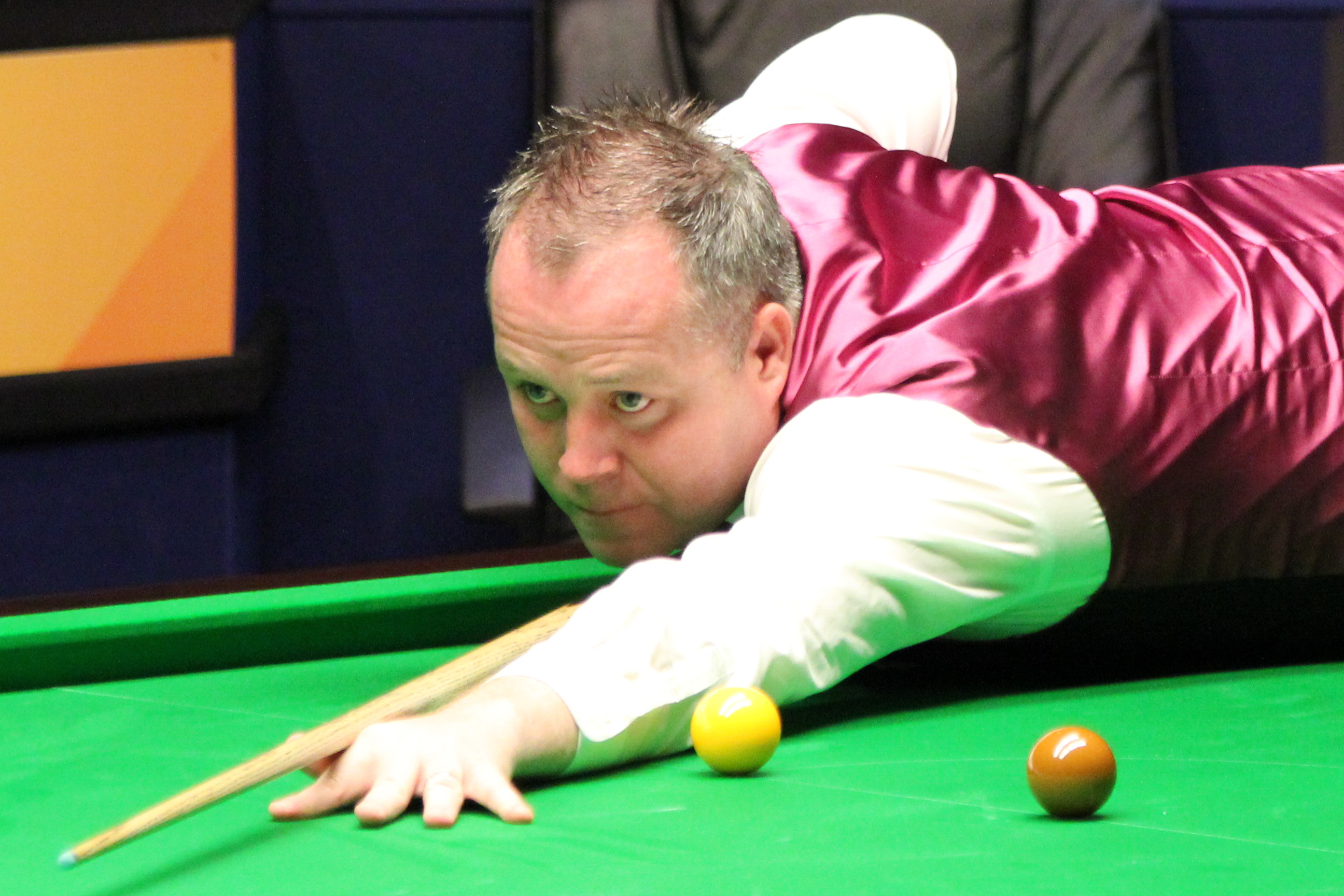
John Higgins,
geboren op 18 mei

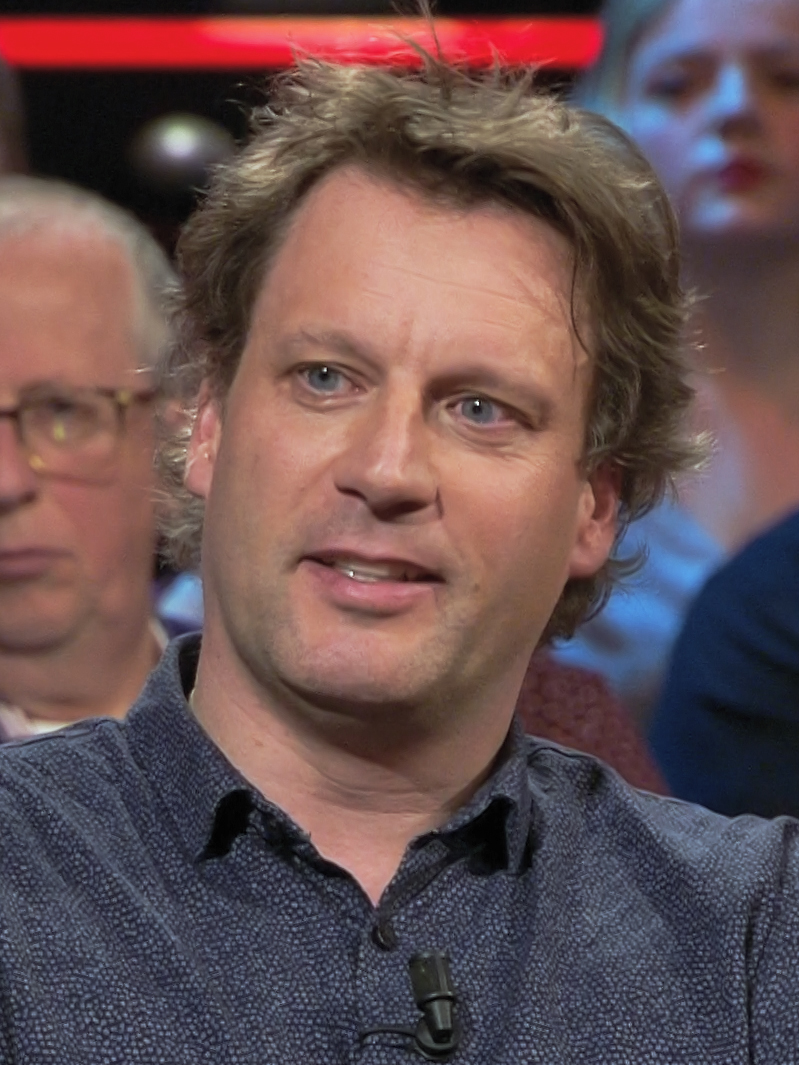
Thomas Hertog,
geboren op 27 mei

- 1 - Marc-Vivien Foé, Kameroens voetballer (overleden 2003)
- 2 - David Beckham, Engels voetballer
- 2 - Ahmed Hassan, Egyptisch voetballer
- 2 - Nordin Jbari, Belgisch voetballer
- 2 - Lydia Kurgat, Keniaans atlete
- 2 - Pia Sundstedt, Fins wielrenner en mountainbiker
- 3 - Maksim Mrvica, Kroatisch pianist
- 3 - Robert Slippens, Nederlands baanwielrenner
- 4 - Milton Coimbra, Boliviaans voetballer
- 5 - Pepijn Caudron, Belgisch acteur
- 5 - Matti Hiukka, Fins voetballer
- 5 - Meb Keflezighi, Eritrees/Amerikaans atleet
- 6 - Mario Cvitanović, Kroatisch voetballer
- 6 - Inge van Dijk, Nederlands politica (CDA)
- 7 - Andreas Lund, Noors voetballer
- 7 - Daniël Willemsen, Nederlands motorcoureur
- 8 - Yuri Cornelisse, Nederlands voetballer
- 8 - Enrique Iglesias, Spaans zanger
- 8 - Ruben Nicolai, Nederlands cabaretier en tv-presentator
- 9 - George Boateng, Nederlands-Ghanees voetballer
- 9 - Marieke Wijsman, Nederlands schaatsster
- 10 - Hélio Castroneves, Braziliaans autocoureur
- 10 - Frank Engel, Luxemburgs politicus
- 12 - Jonah Lomu, Nieuw-Zeelands rugbyer
- 13 - Evelin Samuel, Ests zangeres
- 14 - Salim Iles, Algerijns zwemmer
- 14 - Nicki Sørensen, Deens wielrenner
- 15 - Samir Moussaoui, Algerijns atleet
- 16 - Tony Kakko, Fins zanger
- 16 - Simon Whitfield, Canadees triatleet
- 17 - Wolfram Kurschat, Duits mountainbiker
- 18 - John Higgins, Schots snookerspeler
- 18 - Jack Johnson, Amerikaans singer-songwriter
- 18 - Martin Riška, Slowaaks wielrenner
- 20 - Mariela Antoniska, Argentijns hockeyster
- 20 - Isaac Gálvez, Spaans wielrenner (overleden 2006)
- 20 - Auke Hulst, Nederlands schrijver
- 20 - Tahmoh Penikett, Canadees acteur
- 20 - Urta Rozenstruik, Nederlands atlete en bobsleester
- 21 - Ahad Kazemi, Iraans wielrenner
- 22 - Alevtina Ivanova, Russisch atlete
- 24 - Suzanne Willems, Nederlands beeldhouwer
- 25 - Blaise Nkufo, Congolees-Zwitsers voetballer
- 25 - Frantz Kruger, Zuid-Afrikaans-Fins atleet
- 26 - Nicki Aycox, Amerikaans actrice (overleden 2022)
- 26 - Lauryn Hill, Amerikaans hiphop-zangeres en actrice
- 26 - Carl Verheijen, Nederlands schaatser
- 27 - André Benjamin (André 3000), Amerikaans rapper (OutKast), producer en acteur
- 27 - Sven Figee, Nederlands componist, dirigent, producer en musicus
- 27 - Thomas Hertog, Belgisch natuurkundige
- 27 - Jamie Oliver, Brits chef-kok
- 27 - Jason Philips (Jadakiss), Amerikaans rapper
- 29 - Melanie Brown (artiestennaam Mel B.), Brits zangeres
- 30 - István Vad, Hongaars voetbalscheidsrechter
- 31 - Toni Nieminen, Fins schansspringer

### juni
- 1 - Frauke Petry, Duits politica

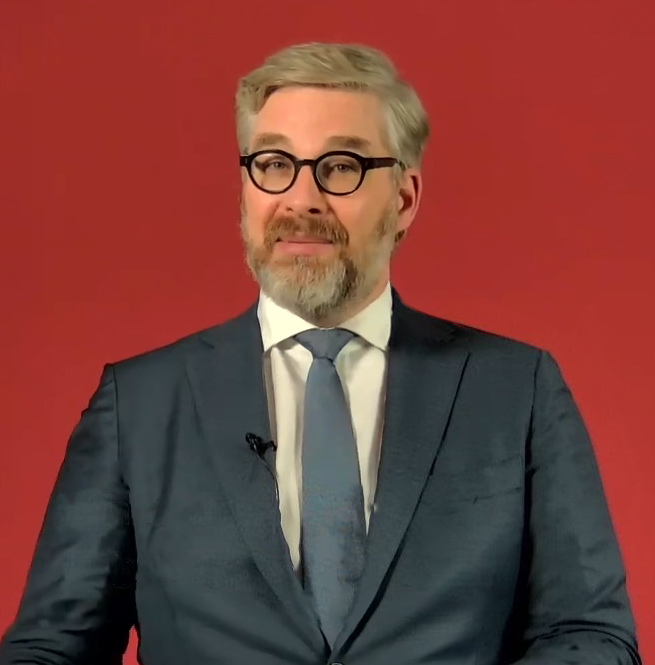
Sidney Smeets,
geboren op 18 juni

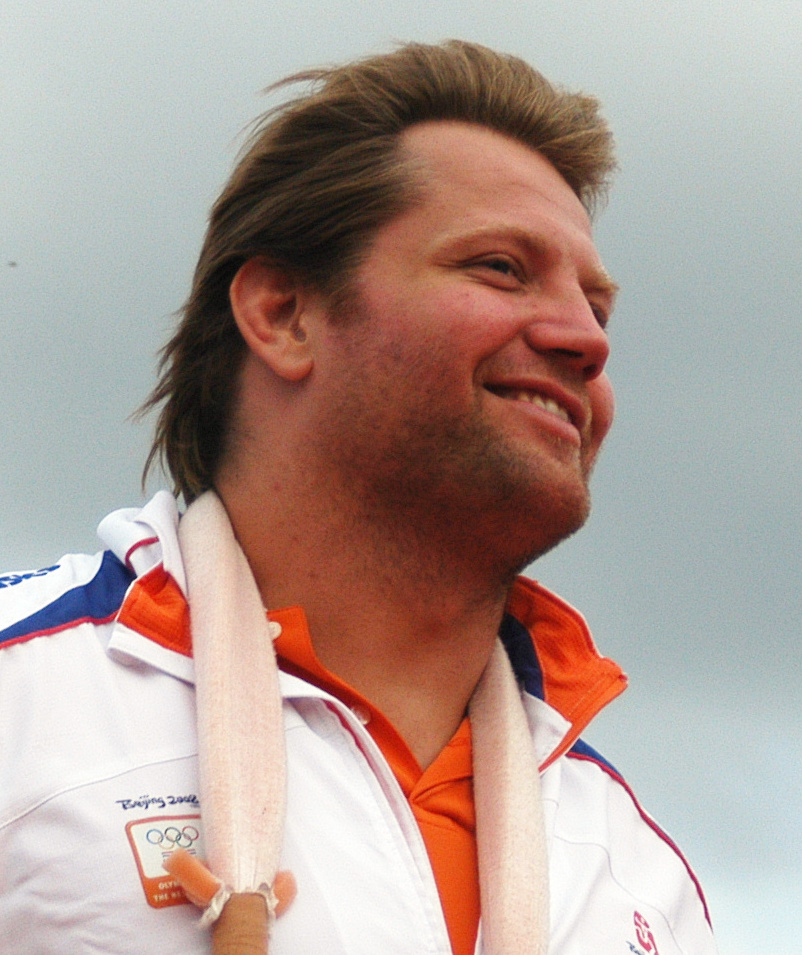
Dennis van der Geest,
geboren op 27 juni

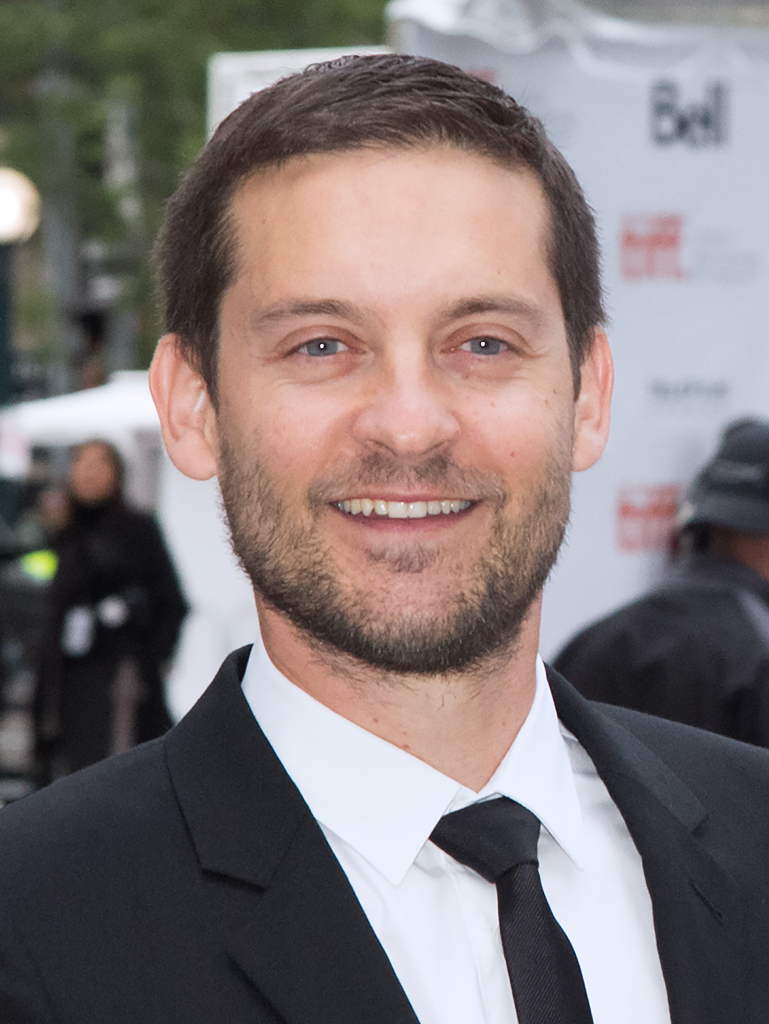
Tobey Maguire,
geboren op 27 juni

- 1 - Ilse Warringa, Nederlands actrice
- 2 - Arlette Adriani, Nederlands actrice en presentatrice
- 2 - Brett Hawke, Australisch zwemmer
- 4 - Russell Brand, Brits komiek, acteur en tv-presentator
- 4 - Angelina Jolie, Amerikaans actrice en fotomodel
- 4 - Ghislaine Plag, Nederlands radio- en tv-presentatrice
- 5 - Tigran Nalbandian, Armeens schaker (overleden 2025)
- 5 - Katharina Meier, Duits pornoactrice
- 5 - Egidio Perfetti, Noors ondernemer en autocoureur
- 5 - Krisztián Selmeczi, Hongaars voetbalscheidsrechter
- 5 - Sandra Stals, Belgisch atlete
- 7 - Allen Iverson, Amerikaans basketter
- 7 - Edvin Jurisevic, Amerikaans voetbalscheidsrechter
- 8 - Sarah Abitbol, Frans kunstschaatsster
- 8 - Shilpa Shetty, Indiaas actrice
- 9 - Xander Michiel Beute, Nederlands schrijver
- 10 - Elfenesh Alemu, Ethiopisch atlete
- 11 - Thomas Bimis, Grieks schoonspringer
- 11 - Tonje Kjærgaard, Deens handbalster
- 12 - Quetzalli Alvarado, Mexicaans voetbalscheidsrechter
- 12 - Ronald Goedemondt, Nederlands cabaretier en acteur
- 12 - Dan Jørgensen, Deens politicus
- 12 - María José Rienda, Spaans alpineskiester
- 12 - Kristian Vigenin, Bulgaars politicus
- 13 - Barbara Pompili, Frans politica
- 13 - Goedele Wachters, Belgisch nieuwslezeres
- 17 - Altin Haxhi, Albanees voetballer
- 17 - Néstor Pitana, Argentijns voetbalscheidsrechter
- 18 - Sidney Smeets, Nederlands politicus, advocaat en schrijver
- 19 - Ed Coode, Brits roeier
- 19 - Bert Grabsch, Duits wielrenner
- 19 - Pedro Munitis, Spaans voetballer
- 19 - Colin Osborne, Engels darter
- 19 - Oksana Tsjoesovitina, Duits-Oezbeeks turnster
- 20 - Adriano de Micheli, Italiaans autocoureur
- 20 - Daniel Zitka, Tsjechisch voetballer
- 21 - Rebecca Bijker, Nederlands televisiepresentatrice
- 22 - Andreas Klöden, Duits wielrenner
- 23 - Heidi Lenaerts, Vlaams radiopresentator
- 23 - Janika Sillamaa, Ests zangeres en actrice
- 25 - Linda Cardellini, Amerikaans actrice
- 25 - Susan Chepkemei, Keniaans atlete
- 25 - Albert Costa, Spaans tennisser
- 25 - Mihalis Koukoulakis, Grieks voetbalscheidsrechter
- 25 - Vladimir Kramnik, Russisch schaker
- 27 - Dennis van der Geest, Nederlands judoka
- 27 - Tobey Maguire, Amerikaans acteur
- 28 - Francis van Broekhuizen, Nederlands operazangeres
- 30 - Casper Albers, Nederlandse statisticus
- 30 - Ralf Schumacher, Duits autocoureur
- 30 - Rami Shaaban, Zweeds voetballer

### juli

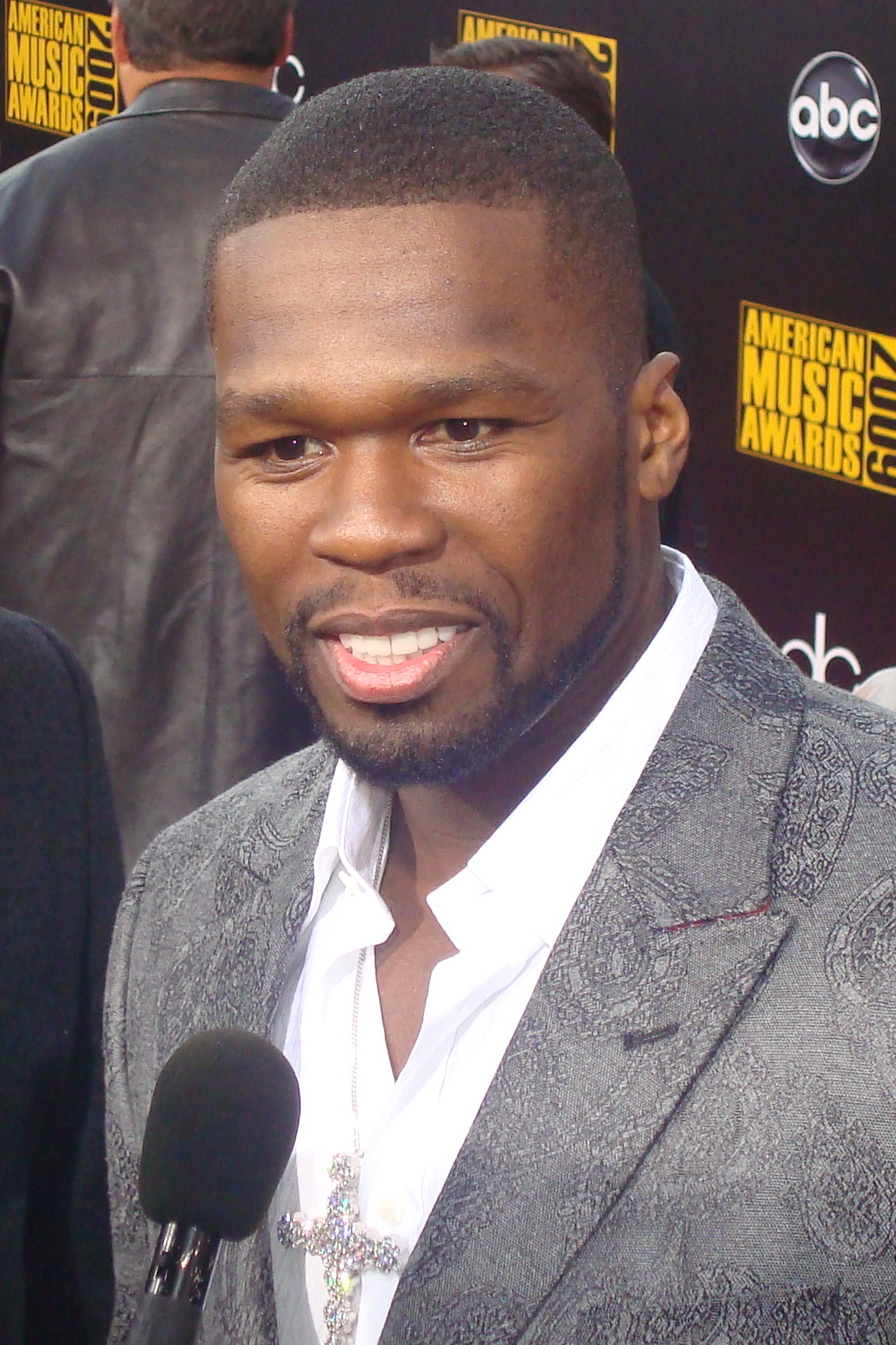
50 Cent,
geboren op 6 juli

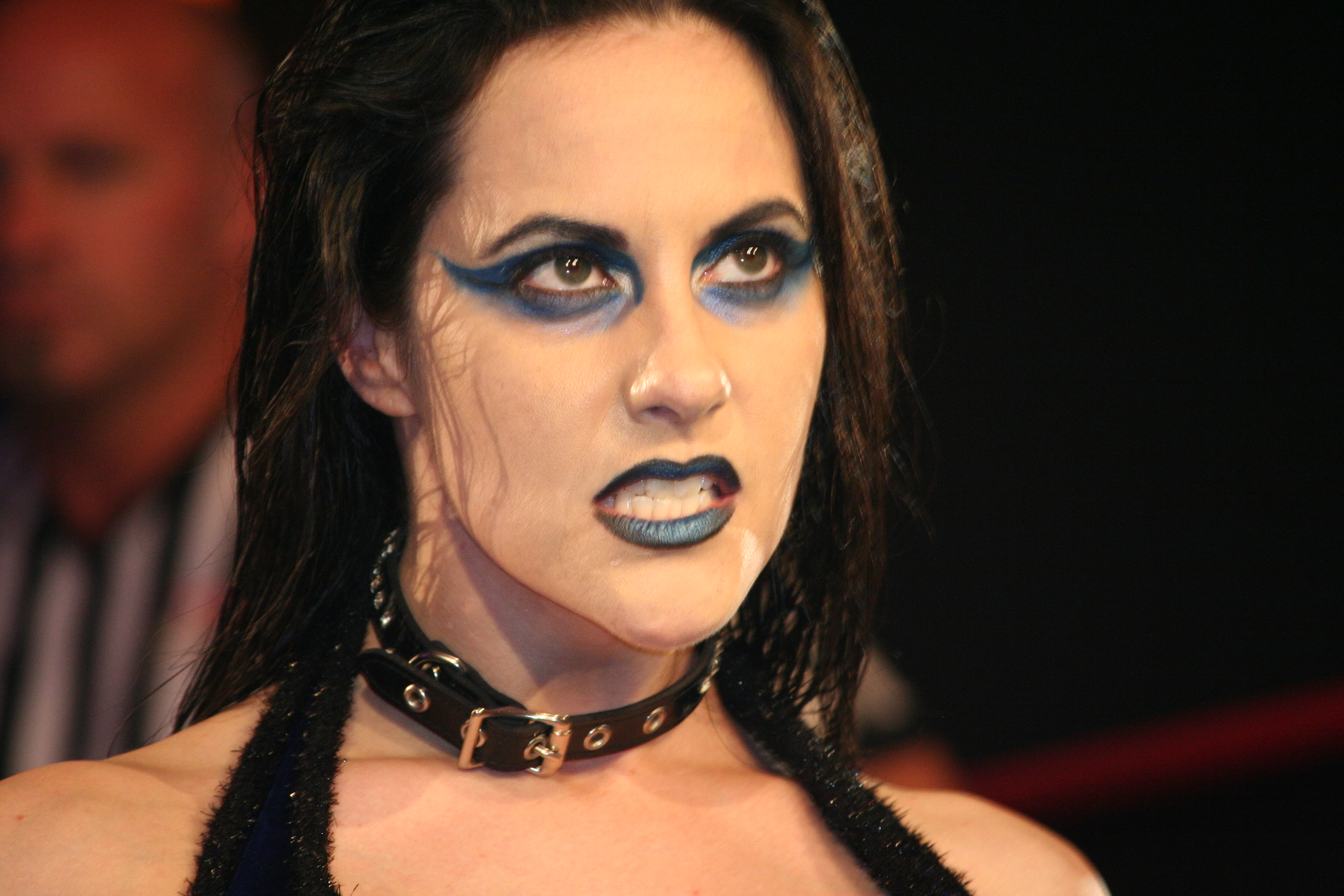
Daffney,
geboren op 17 juli

- 2 - Joel Aguilar, Salvadoraans voetbalscheidsrechter
- 2 - Daniel Kowalski, Australisch zwemmer en olympisch kampioen
- 3 - Margje Fikse, Nederlands televisiepresentatrice en journaliste
- 4 - Milan Osterc, Sloveens voetballer
- 4 - Chiara Simionato, Italiaans schaatsster
- 5 - Hernán Crespo, Argentijns voetballer
- 5 - Dennis van Scheppingen, Nederlands tennisser
- 5 - Ai Sugiyama, Japans tennisster
- 6 - 50 Cent, Amerikaans rapper
- 6 - Léo, Braziliaans voetballer
- 6 - Giorgio Rocca, Italiaans alpineskiër
- 7 - Adam Nelson, Amerikaans atleet
- 7 - Olga Medvedtseva, Russisch langlaufster en biatlete
- 8 - Régis Laconi, Frans motorcoureur
- 9 - Shelton Benjamin, Amerikaans professioneel worstelaar
- 9 - Květa Peschke, Tsjechisch tennisster
- 9 - Ivajlo Petev, Bulgaars voetballer en voetbalcoach
- 9 - Jack White, Amerikaans zanger-gitarist van The White Stripes
- 10 - Nina De Man, Vlaams (muziek)journaliste en presentatrice
- 10 - Gerhard Grobelnik, Oostenrijks voetbalscheidsrechter
- 11 - Rubén Baraja, Spaans voetballer
- 11 - Geert Van Rampelberg, Vlaams acteur
- 12 - Liliana Gafencu, Roemeens roeister
- 12 - Jozef Valachovič, Slowaaks voetballer
- 12 - Abdul Baser Wasiqi, Afghaans atleet
- 13 - Vegard Heggem, Noors voetballer
- 14 - Amy Acuff, Amerikaans atlete
- 15 - John Dolmayan, Amerikaans-Armeens drummer
- 15 - Kara Drew, Amerikaans professioneel worstelaar
- 15 - Yoshikatsu Kawaguchi, Japans voetballer
- 15 - Serhij Lebid, Oekraïens atleet
- 15 - Tang Chi Lun, Hongkongs autocoureur
- 16 - Mari Ozaki, Japans atlete
- 17 - Mirano Carrilho, Nederlands voetballer
- 17 - Daffney, Amerikaans worstelaarster (overleden 2021)
- 17 - Aleksandr Georgiejev, Russisch grootmeester dammen
- 17 - Loretta Harrop, Australisch triatlete
- 17 - Vincent Vittoz, Frans langlaufer
- 18 - Ben Murphy, Brits piloot
- 19 - John Herdman, Engels voetbaltrainer
- 20 - Ray Allen, Amerikaans basketballer
- 20 - Rodolfo Arruabarrena, Argentijns voetballer en voetbalcoach
- 20 - Erik Hagen, Noors voetballer
- 21 - Cara Dillon, Noord-Iers folkzangeres
- 23 - Alessio Tacchinardi, Italiaans voetballer
- 24 - Ritchie Vermeire, Belgisch filmregisseur
- 26 - Liz Truss, Brits conservatief politica
- 28 - Klaas van der Eerden, Nederlands cabaretier en tv-presentator
- 30 - Daniel Berg Hestad, Noors voetballer
- 30 - Amara Onwuka, Nederlands weerpresentatrice
- 31 - Wilson Boldewijn, Nederlands tv-presentator en journalist
- 31 - Elissa Steamer, Amerikaans skateboardster

### augustus

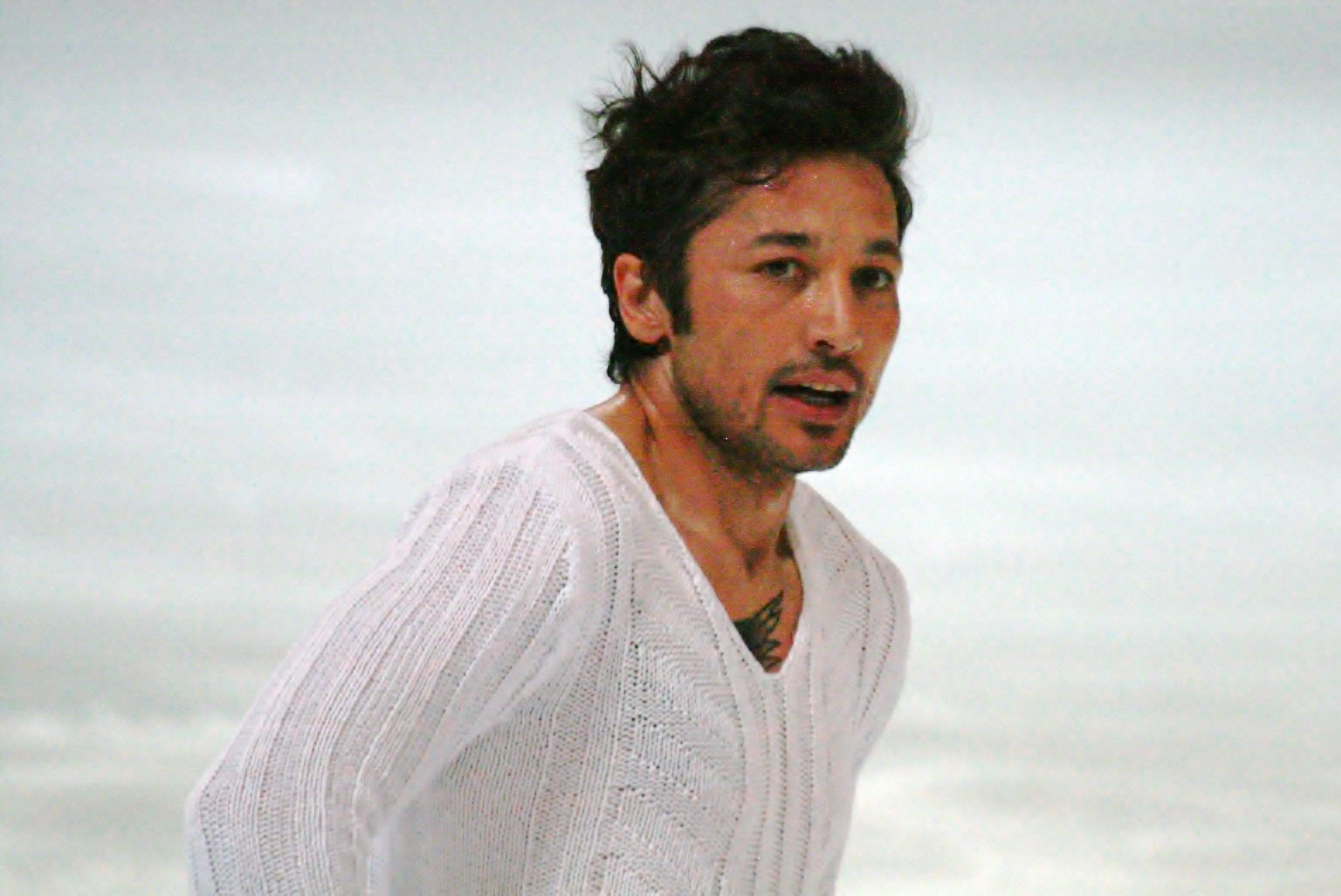
İlhan Mansız,
geboren op 10 augustus

- 1 - Timothy Jones, Zimbabwaans wielrenner
- 3 - Felix Brych, Duits voetbalscheidsrechter
- 5 - Josep Jufré, Spaans wielrenner
- 5 - Isabelle Mercier, Frans pokerspeelster
- 5 - Eicca Toppinen, Fins cellist (Apocalyptica)
- 5 - Al Mustafa Riyadh, Bahreins atleet
- 6 - Jevgeni Lovtsjev, Kazachs voetballer
- 6 - Rik Platvoet, Nederlands voetballer
- 6 - Giorgi Rocca, Italiaans alpineskiër
- 7 - Jason Carter, Amerikaans jurist en politicus
- 7 - Kristian Eivind Espedal ('Gaahl'), Noors zanger
- 7 - Jim van Fessem, Nederlands voetballer
- 7 - Charlize Theron, Zuid-Afrikaans actrice
- 10 - İlhan Mansız, Turks voetballer
- 11 - Jay Sweet, Australisch wielrenner
- 12 - Yasuko Hashimoto, Japans atlete
- 12 - Helga Van der Heyden, Vlaams actrice
- 16 - Vincent Gouttebarge, Frans voetballer
- 16 - Janne Hänninen, Fins schaatser
- 16 - Jonaton Johansson, Fins voetballer
- 16 - Alexandre Teklak, Belgisch voetballer
- 17 - Gerardo Soto y Koelemeijer, Spaans-Nederlands schrijver
- 18 - Jani Viander, Fins voetballer
- 20 - Arjan Beqaj, Albanees voetballer
- 20 - Beatrice Căslaru, Roemeens zwemster
- 21 - Marijo Strahonja, Kroatisch voetbalscheidsrechter
- 21 - Alicia Witt, Amerikaans actrice
- 23 - Chen Jian Hong, Taiwanees autocoureur
- 25 - Ivan Jurić, Kroatisch voetballer en voetbaltrainer
- 25 - Nzelo Lembi, Congolees voetballer
- 25 - Petria Thomas, Australisch zwemster
- 27 - Jonny Moseley, Puerto Ricaans skiër
- 28 - Pietro Caucchioli, Italiaans wielrenner
- 28 - Abdelhakim Maazouz, Algerijns atleet
- 30 - Marina Anissina, Russisch-Frans kunstschaatsster
- 30 - Radhi Jaïdi, Tunesisch voetballer
- 30 - Krzysztof Jeżowski, Pools wielrenner
- 30 - Miguel Mercado, Boliviaans voetballer
- 30 - Derk Wiersum, Nederlands advocaat (overleden 2019)

### september

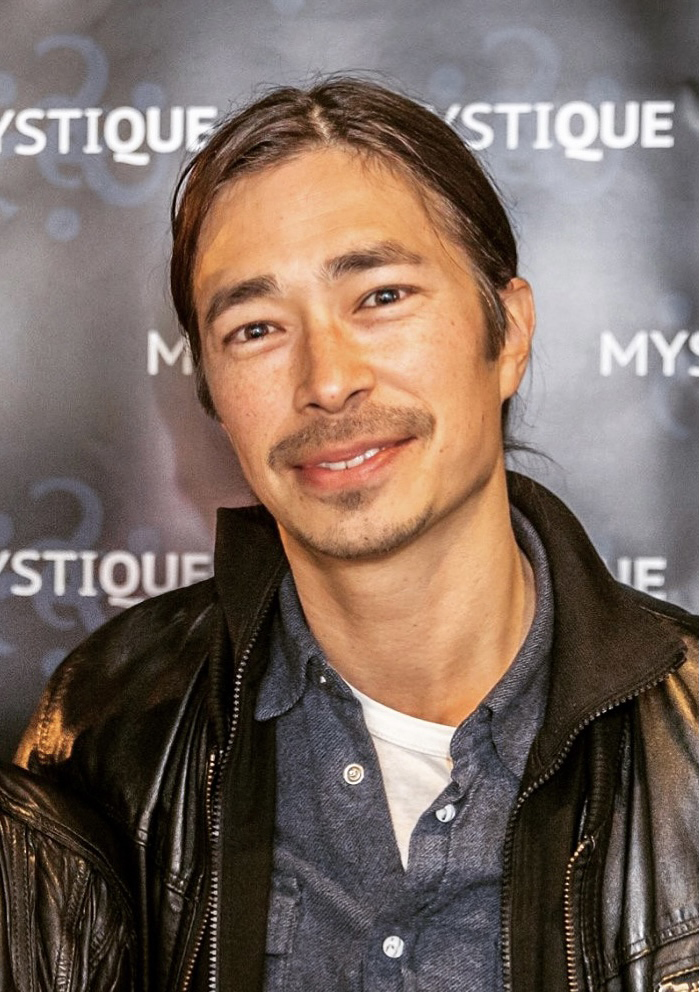
Kristofer Kamiyasu,
geboren op 5 september

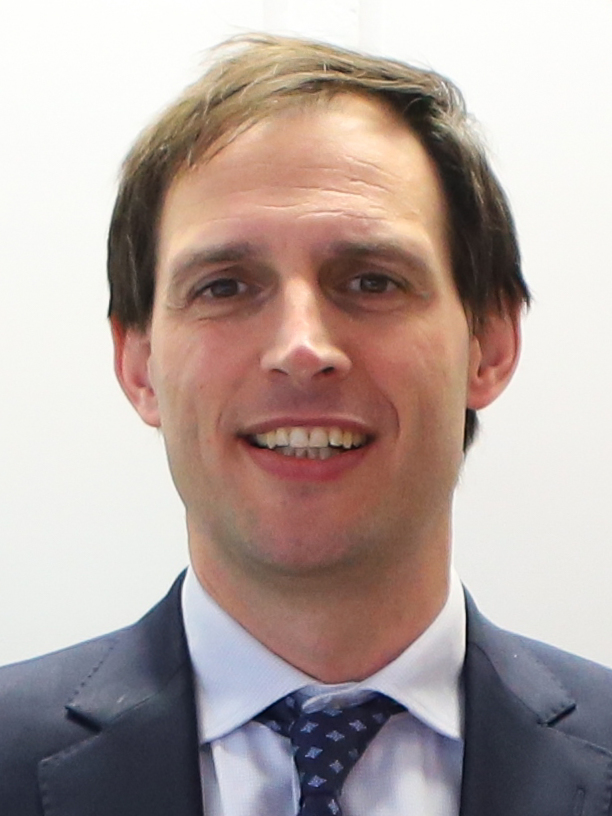
Wopke Hoekstra,
geboren op 30 september

- 1 - Dudley Dorival, Haïtiaans atleet
- 2 - Tim Beumers, Nederlands rapper
- 2 - René Eisner, Oostenrijks voetbalscheidsrechter
- 2 - Csaba Fehér, Hongaars voetballer
- 2 - Tony Thompson, Amerikaans R&B- en soulzanger (overleden 2007)
- 4 - Julie Deiters, Nederlands hockeyster
- 4 - Megumi Oshima, Japans atlete
- 4 - Yoani Sánchez, Cubaans blogger
- 4 - Dominic Seiterle, Canadees roeier
- 5 - Kristofer Kamiyasu, Zweeds acteur
- 5 - Willeke Smits, Nederlands organiste
- 6 - Gala Rizzatto, Italiaans zangeres
- 6 - Ryoko Tani, Japans judoka
- 6 - Kurt Vandoorne, Belgisch voetballer
- 7 - Norifumi Abe, Japans motorcoureur (overleden 2007)
- 8 - Mario Bazina, Kroatisch voetballer
- 8 - Jelena Lichovtseva, Russisch tennisster
- 8 - Randy Sedoc, Nederlands atleet
- 9 - Michael Bublé, Canadees (jazz)zanger
- 10 - Viktor Kassai, Hongaars voetbalscheidsrechter
- 14 - Iliana Ivanova, Bulgaars politica en econome
- 15 - Tom Dolan, Amerikaans zwemmer
- 15 - Dino Gillarduzzi, Duits schaatser
- 15 - Xian Dongmei, Chinees judoka
- 16 - Jason Leffler, Amerikaans autocoureur (overleden 2013)
- 16 - Thekla Reuten, Nederlands actrice
- 16 - Rossana de los Ríos, Paraguayaans tennisster
- 17 - Wilko de Vogt, Nederlands voetballer
- 18 - Jason Gardener, Brits atleet
- 19 - Pol van Boekel, Nederlands voetballer en voetbalscheidsrechter
- 19 - António Zambujo, Portugees zanger
- 20 - Juan Pablo Montoya, Colombiaans autocoureur
- 20 - Asia Argento, Italiaans actrice
- 21 - Héctor Hurtado, Colombiaans voetballer
- 21 - Predrag Ristovic, Servisch voetballer
- 22 - René van Brakel, Nederlands nieuwslezer
- 22 - Mireille Enos, Amerikaans actrice
- 22 - Freddy Grisales, Colombiaans voetballer
- 24 - George Chou, Taiwanees autocoureur
- 24 - Chris Hill, Australisch triatleet
- 25 - Daniela Ceccarelli, Italiaans alpineskiester
- 25 - Grace Upshaw, Amerikaans atlete
- 26 - Marco Cioci, Italiaans autocoureur
- 26 - Geovana Irusta, Boliviaans atlete
- 26 - Mirjam Melchers, Nederlands wielrenster
- 26 - Dmitri Sjoekov, Russisch voetballer
- 27 - Krzysztof Nowak, Pools voetballer (overleden 2005)
- 27 - Leonel Pernía, Argentijns autocoureur
- 28 - Saverio Costanzo, Italiaans regisseur en scenarioschrijver
- 28 - Valérien Ismaël, Frans voetballer
- 28 - Lenny Krayzelburg, Oekraïens-Amerikaans zwemmer
- 29 - Ben Berden, Belgisch veldrijder
- 29 - Patrick van Kalken, Nederlands judoka
- 30 - Marion Cotillard, Frans actrice
- 30 - Dennis Gentenaar, Nederlands voetballer
- 30 - Wopke Hoekstra, Nederlands politicus
- 30 - Kurao Umeki, Japans atleet

### oktober

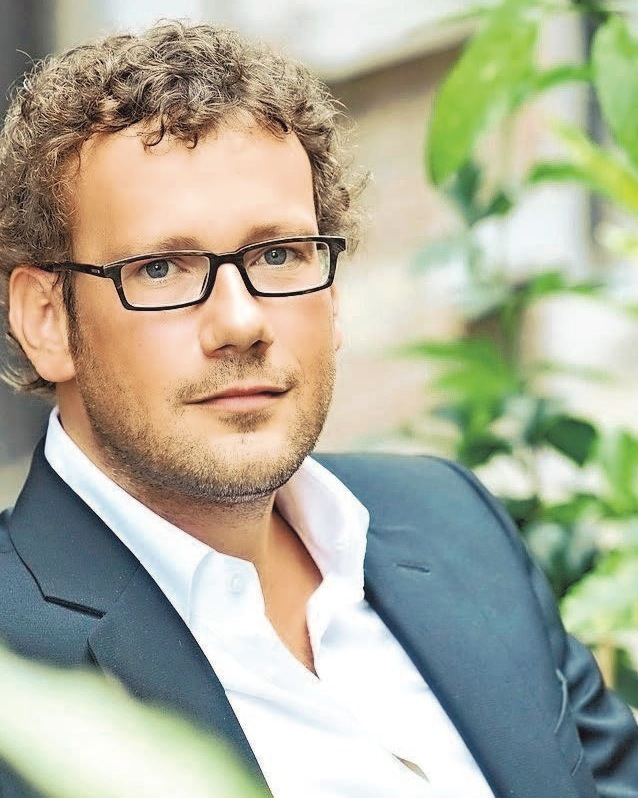
Dave Sinardet,
geboren op 6 oktober

- 1 - Tsjoelpan Chamatova, Russisch actrice
- 1 - Yader Zoli, Italiaans mountainbiker
- 2 - Mark Porter, Australisch autocoureur (overleden 2006)
- 2 - Valentyna Sjevtsjenko, Oekraïens langlaufster
- 5 - Sophie Hilbrand, Nederlands presentatrice en actrice
- 5 - Kate Winslet, Brits actrice
- 6 - Dave Sinardet, Belgisch politicoloog en columnist
- 7 - Ryuzo Morioka, Japans voetballer
- 8 - Philippe Felgen, Luxemburgs voetbaldoelman
- 8 - Nienke Römer, Nederlands actrice
- 9 - Mami Awuah Asante, Nederlands atlete
- 9 - Fatimazhra Belhirch, Nederlands politica
- 9 - Sean Lennon, Amerikaans zanger en muzikant
- 9 - Stéphan Studer, Zwitsers voetbalscheidsrechter
- 9 - Mark Viduka, Australisch voetballer
- 10 - Johan Edfors, Zweeds golfer
- 10 - Craig Walton, Australisch triatleet
- 11 - Ilirjan Suli, Albanees gewichtheffer
- 12 - Marion Jones, Amerikaans atlete
- 13 - Ivo Andrić, Kroatisch dichter
- 13 - Simon Lee Evans, Welsh voetbalscheidsrechter
- 13 - Leo Koswal, Nederlands voetballer
- 13 - Girma Tolla, Ethiopisch atleet
- 14 - Floyd Landis, Amerikaans wielrenner
- 14 - Iván Parra, Colombiaans wielrenner
- 14 - Tom Naegels, Vlaams schrijver
- 15 - Chris Baldwin, Amerikaans wielrenner
- 15 - Vladimír Kožuch, Slowaaks voetballer
- 16 - Giada Colagrande, Italiaans regisseur en actrice
- 16 - Kellie Martin, Amerikaans actrice
- 17 - Anne Kremer, Luxemburgs tennisster
- 17 - Samuel Slovák, Slowaaks voetballer en voetbalcoach
- 17 - McLain Ward, Amerikaans springruiter
- 18 - Rouven Schröder, Duits voetballer en sportbestuurder
- 20 - Nadine Kleinert, Duits atlete
- 21 - Anita Looper, Nederlands atlete
- 21 - Danaë Van Oeteren, Vlaams zangeres en actrice
- 22 - Melchior Schoenmakers, Nederlands voetballer
- 23 - Pierre-Yves Corthals, Belgisch autocoureur
- 23 - Marcus Lantz, Zweeds voetballer en voetbalcoach
- 24 - Juan Pablo Ángel, Colombiaans voetballer
- 24 - Rolf Landerl, Oostenrijks voetballer
- 25 - Zadie Smith, Brits schrijfster
- 25 - Antony Starr, Nieuw-Zeelands acteur
- 27 - Aron Ralston, Amerikaans bergbeklimmer
- 28 - Ivan Bellarosa, Italiaans autocoureur
- 28 - Anna Coren, Australisch journaliste
- 29 - Viorica Susanu, Roemeens roeister
- 30 - Víctor Carrillo, Peruviaans voetbalscheidsrechter
- 31 - Fabio Celestini, Zwitsers voetballer
- 31 - Luciano Gomide, Braziliaans autocoureur

### november

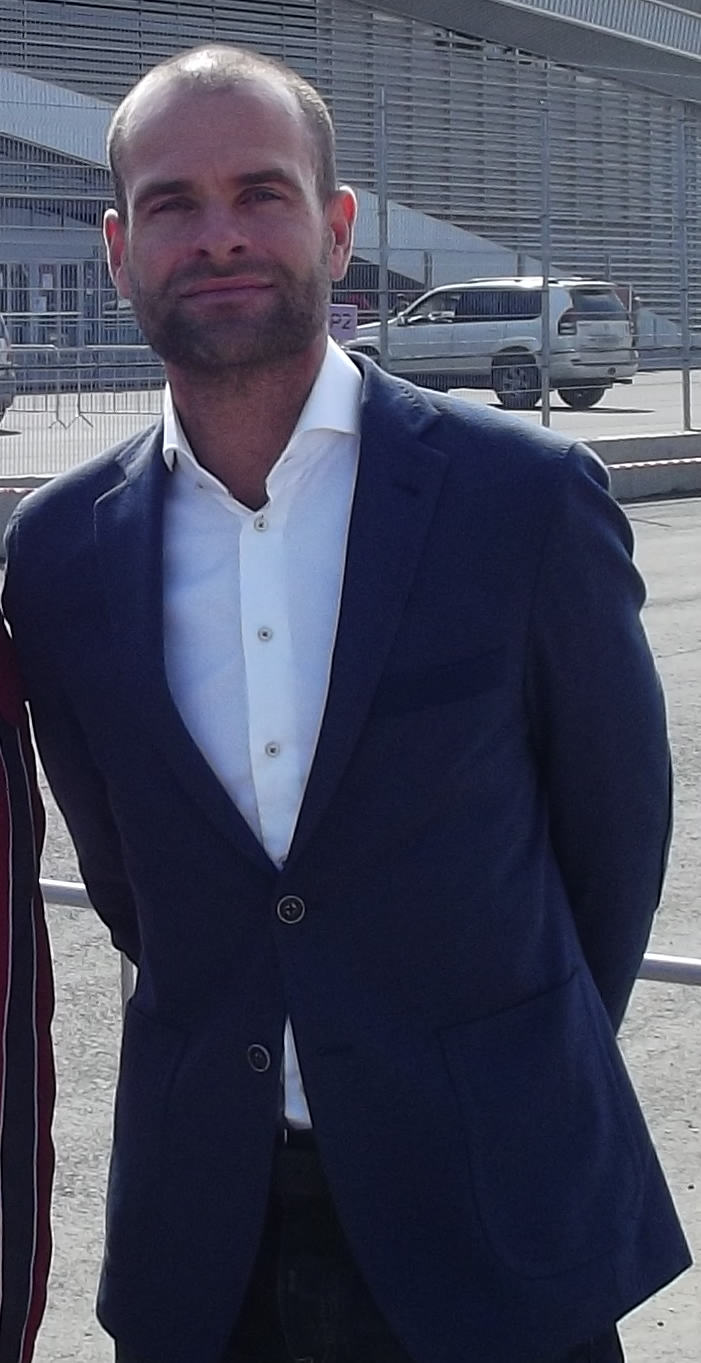
Erben Wennemars,
geboren op 1 november

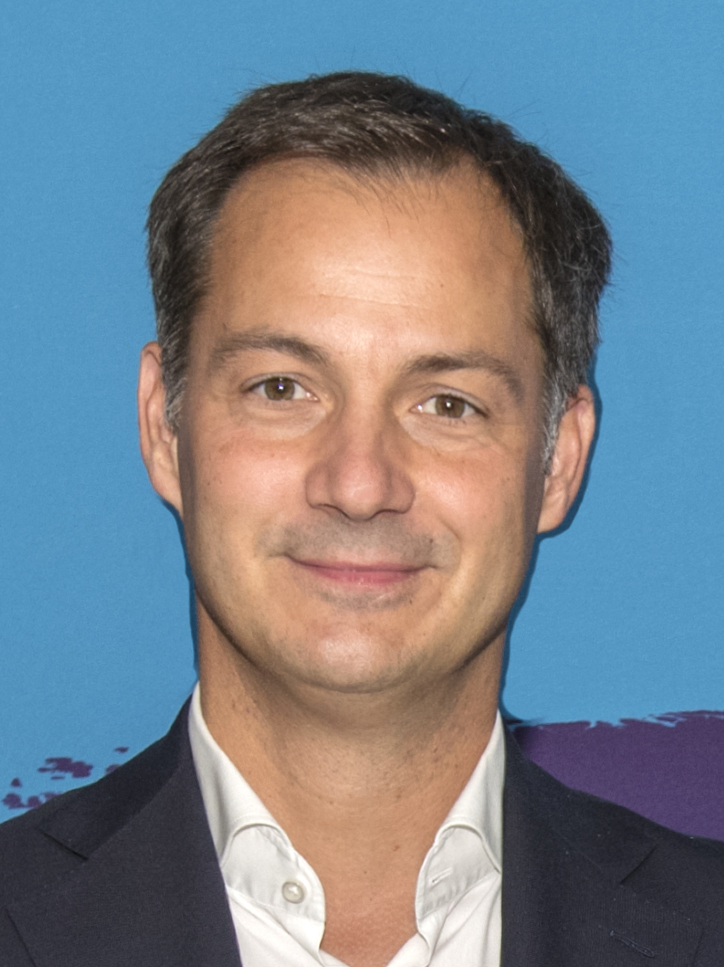
Alexander De Croo,
geboren op 3 november

- 1 - Keryn Jordan, Zuid-Afrikaans voetballer (overleden 2013)
- 1 - Emmily Talpe, Belgisch politica; burgemeester van Ieper sinds 2019
- 1 - Erben Wennemars, Nederlands schaatser
- 3 - Alexander De Croo, Belgisch ondernemer en politicus; premier sinds oktober 2020
- 3 - Marta Domínguez, Spaans atlete
- 3 - Grischa Niermann, Duits wielrenner
- 5 - Giorgi Gachokidze, Georgisch voetballer
- 5 - Trecia Smith, Jamaicaans atlete
- 6 - Jeff Smith, Canadees darter
- 8 - Tara Reid, Amerikaans actrice en fotomodel
- 9 - Olivier De Cock, Belgisch voetballer
- 9 - Eboo Patel, Indiaas-Amerikaans interreligieus activist
- 9 - Harald Proczyk, Oostenrijks autocoureur
- 12 - Daniël Dee, Zuid-Afrikaans dichter
- 12 - Katherine Grainger, Brits roeister
- 12 - Jason Lezak, Amerikaans zwemmer
- 12 - Dario Šimić, Kroatisch voetballer
- 12 - Angela Watson, Amerikaans actrice
- 13 - Tom Compernolle, Belgisch atleet en militair (overleden 2008)
- 13 - Rasmus Henning, Deens triatleet
- 13 - Quim, Portugees voetballer
- 14 - Gerritjan Eggenkamp, Nederlands roeier
- 14 - Luizão, Braziliaans voetballer
- 14 - Gabriela Szabó, Roemeens atlete
- 15 - Mario Galinović, Kroatisch voetbaldoelman
- 15 - Jasmine Harman, Brits tv-presentatrice
- 15 - Hiromi Ominami, Japans atlete
- 15 - Takami Ominami, Japans atlete
- 15 - Boris Živković, Kroatisch voetballer
- 16 - Wouter Verbraak, Nederlands zeezeiler
- 18 - Dirk Müller, Duits autocoureur
- 18 - Kristian Poulsen, Deens autocoureur
- 21 - Chris Moneymaker, Amerikaans pokerspeler
- 21 - Erlend Øye, Noors zanger
- 22 - Deji Aliu, Nigeriaans atleet
- 24 - Jeroen Gulikers, Nederlands accordeonist en componist
- 24 - Panic, artiestennaam van Dennis Copier, Nederlands muziekproducent en dj
- 25 - Abdelkader Benali, Nederlands schrijver
- 26 - Gerardo Bedoya, Colombiaans voetballer
- 26 - Vonette Dixon, Jamaicaans atlete
- 26 - Stefan Mross, Duits muzikant en presentator
- 27 - Michele Merkin, Amerikaans actrice, glamourmodel en tv-presentatrice
- 27 - Edita Pučinskaitė, Litouws wielrenster
- 27 - Rain Vessenberg, Estisch voetballer
- 28 - Giuseppe Cirò, Italiaans autocoureur
- 28 - Sunny Mabrey, Amerikaans model en actrice
- 30 - Mimi Ferrer, Marokkaans-Nederlands actrice
- 30 - Adnan Gušo, Bosnisch voetballer
- 30 - Gonzalo Martínez, Colombiaans voetballer
- 30 - Linda Wagenmakers, Nederlands actrice en zangeres

### december

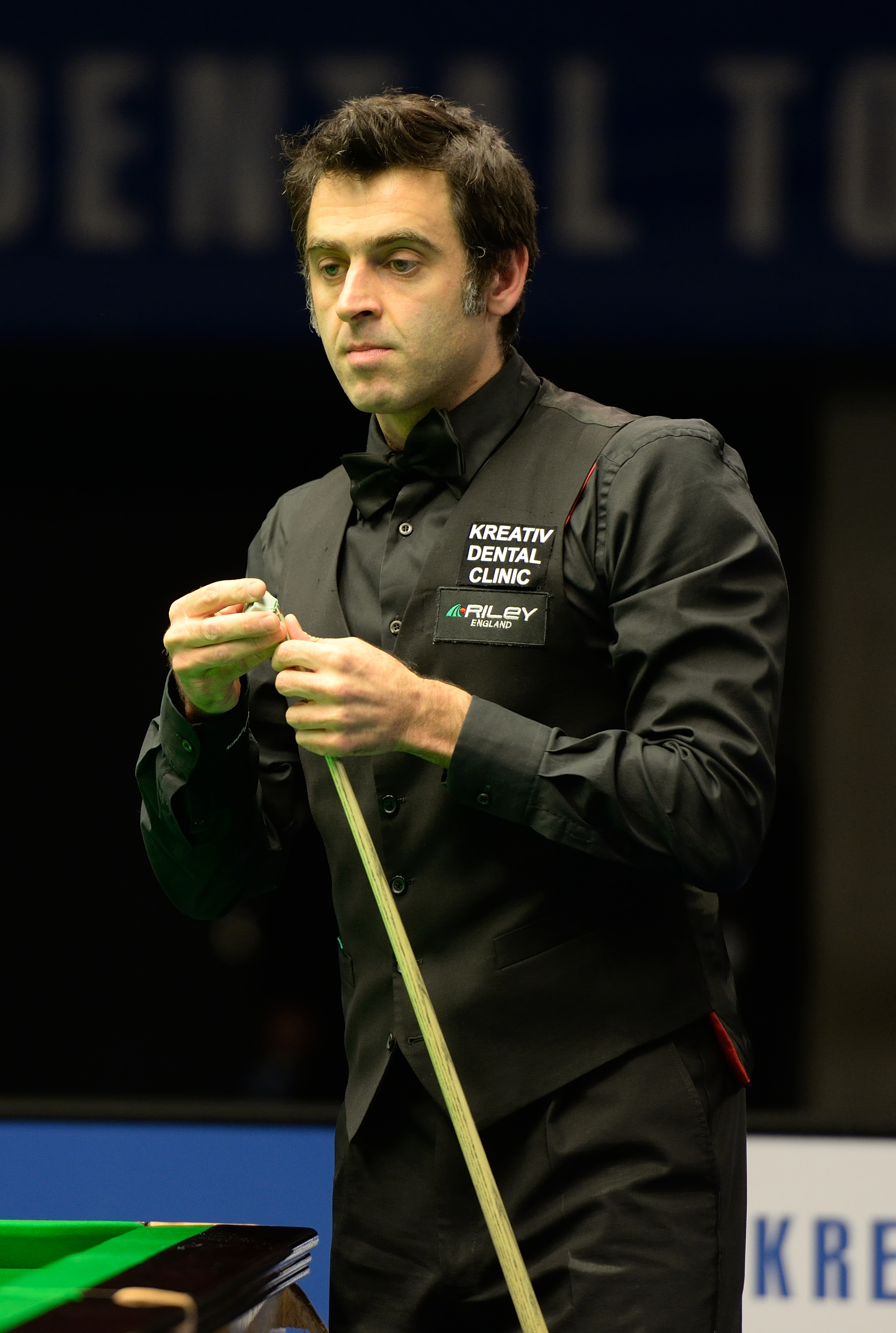
Ronnie O'Sullivan,
geboren op 5 december

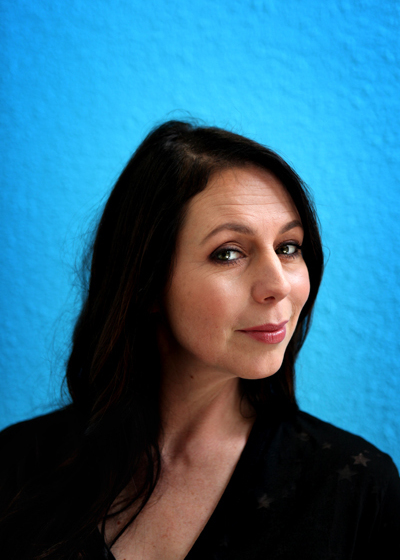
Kristel Verbeke,
geboren op 10 december

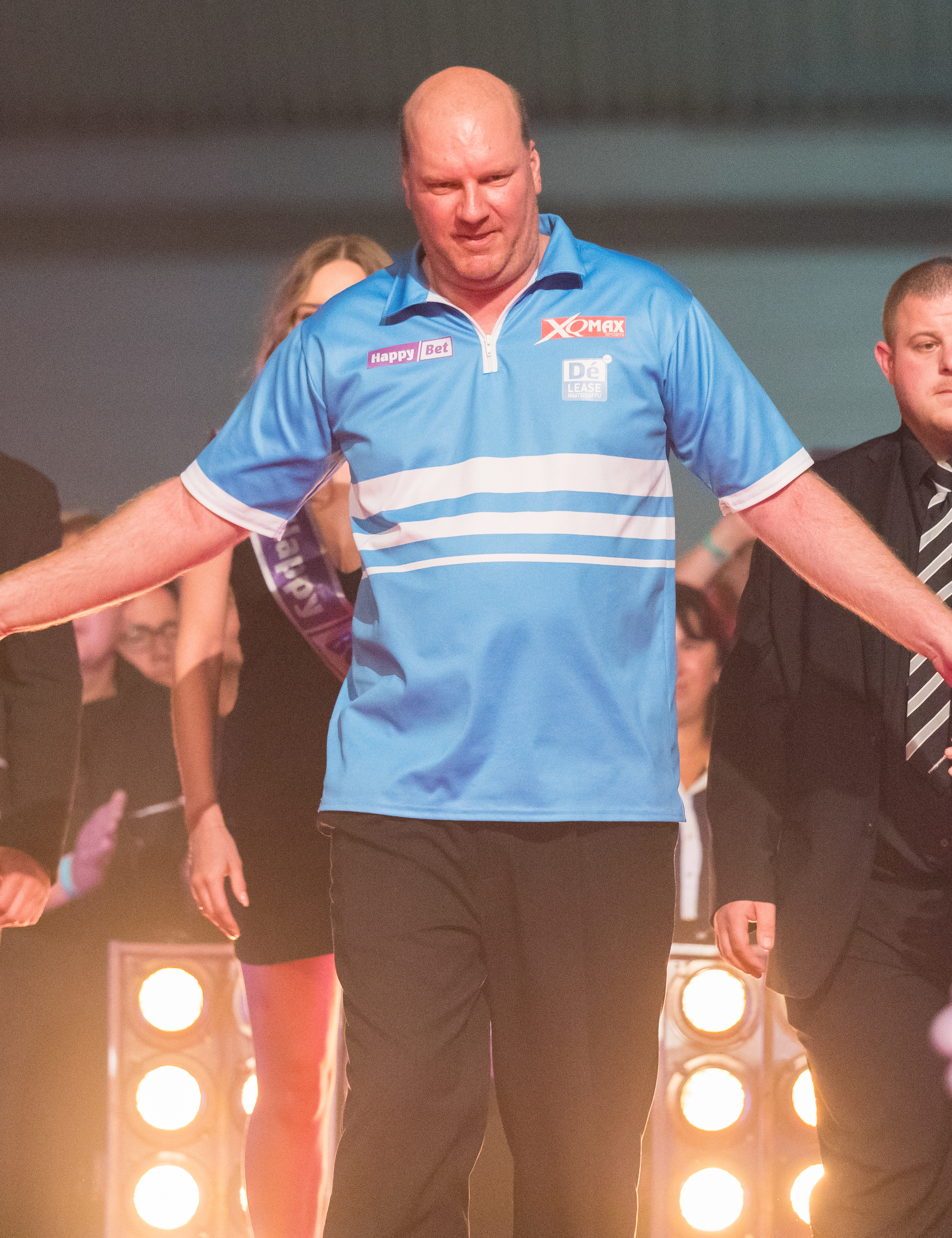
Vincent van der Voort,
geboren op 18 december

- 1 - Liesbeth Kamerling, Nederlands actrice
- 1 - Sophia Skou, Deens zwemster
- 4 - Johan Kloeck, Belgisch atleet
- 5 - Peter Hyballa, Duits voetbaltrainer
- 5 - Aleksander Knavs, Sloveens voetballer
- 5 - Sofi Marinova, Bulgaars zangeres
- 5 - Ronnie O'Sullivan, Brits snookerspeler
- 6 - Andrea Agnelli, Italiaans zakenman en voetbalbestuurder
- 10 - Kristel Verbeke, Belgisch zangeres (K3)
- 12 - Craig Moore, Australisch voetballer
- 13 - Tom DeLonge, Amerikaans gitarist, tekstschrijver en zanger
- 13 - Adem Hecini, Algerijns atleet
- 14 - Massimiliano Busnelli, Italiaans autocoureur
- 14 - KaDee Strickland, Amerikaans actrice
- 14 - Lana Wolf, Nederlands artieste en radiomaakster
- 14 - Andrés Scotti, Uruguayaans voetballer
- 14 - Nadia Zerouali, Nederlands schrijfster en presentratice
- 15 - Manuel Fernandes, Portugees autocoureur
- 16 - Benjamin Kowalewicz, Canadees zanger
- 17 - Susanthika Jayasinghe, Sri Lankaans atlete
- 17 - Milla Jovovich, Amerikaans fotomodel en actrice
- 17 - Nikolaj Morozov, Russisch kunstschaatser en schaatscoach
- 18 - Michael Barry, Canadees wielrenner
- 18 - Andrea Belicchi, Italiaans autocoureur
- 18 - Mara Carfagna, Italiaans politica en model
- 18 - Kirsten van der Kolk, Nederlands roeister
- 18 - Sia, Australisch popzangeres
- 18 - Vincent van der Voort, Nederlands darter
- 20 - Bartosz Bosacki, Pools voetballer
- 21 - Charles Michel, Belgisch politicus en premier van België
- 22 - Martin Lipčák, Slowaaks voetballer
- 22 - Khaled Al Qubaisi, ondernemer en autocoureur uit de Verenigde Arabische Emiraten
- 23 - Robert Bartko, Duits (baan)wielrenner
- 23 - Casper Faassen, Nederlands kunstenaar
- 23 - Ali bin Al-Hussein, prins van Jordanië
- 26 - Marcelo Ríos, Chileens tennisser
- 27 - Heather O'Rourke, Amerikaans actrice (overleden 1988)
- 27 - Patrick Paauwe, Nederlands voetballer
- 28 - Xavier James, Bermudaans atleet
- 30 - Martin Bauer, Oostenrijks motorcoureur
- 30 - Scott Chipperfield, Australisch voetballer
- 30 - Tiger Woods, Amerikaans golfer
- 31 - Toni Kuivasto, Fins voetballer
- 31 - Rob Penders, Nederlands voetballer
- 31 - Sander Schutgens, Nederlands atleet

### datum onbekend
- Cindy Albracht, Nederlands violiste
- Hanneke Boerma, Nederlands diplomate en politica (NSC)
- Chaira Borderslee, Nederlands actrice, zangeres en danseres
- Vladyslav Omeltsjenko, Oekraïens darter
- Barbara de Reijke, Nederlands politica (VVD)

## Weerextremen in België
- 15 januari: Maximumtemperatuur tot 14,3 °C in Ukkel en 15,1 °C in Leopoldsburg.
- januari: Tussen 1 augustus 1974 en 31 januari 1975 valt een 675,1 mm neerslag in Ukkel. Dit is een recordwaarde voor de hoeveelheid neerslag in 6 maanden.
- februari: Februari met hoogste zonneschijnduur : 175 uur (normaal 90 uur).
- 19 maart: In Ukkel meten we de grootste totale hoeveelheid ozon (daggemiddelde) sedert het begin van de waarnemingen in augustus 1971: 517 dobson-eenheden, dat wil zeggen 58% boven de gemiddelde waarde (327).
- 5 april: 55 cm sneeuw in Botrange (Waimes).
- 1 juni: Minimumtemperatuur –2,8 °C in Rochefort.
- 3 juni: Sneeuw op de Baraque Michel (Jalhay).
- 4 juli: In 24 uur 119 mm neerslag in Amel, in de provincie Luik.
- 8 juli: 90 mm neerslag in Carlsbourg (Paliseul) met veel schade aan de gewassen door hagelbuien.
- 10 augustus: Warmste augustus-decade: gemiddelde temperatuur: 24,1 °C in Ukkel. Er waren 7 hittedagen.
- 17 september: De onweerachtige neerslag bevat zand uit Noord-Afrika.
- 10 oktober: Van 10 tot 13 oktober valt er plaatselijk sneeuw in het land.
- 11 oktober: 2 cm sneeuw in Botrange (Waimes). Dit is de vroegste datum van de eeuw, waarop meetbare sneeuwlaag wordt vastgesteld.
- oktober: Oktober met laagste neerslagtotaal: een neerslagtotaal met 5,2 mm (normaal 70,8mm).

Bron: KMI Gegevens Ukkel 1901-2003  met aanvullingen